# Adel

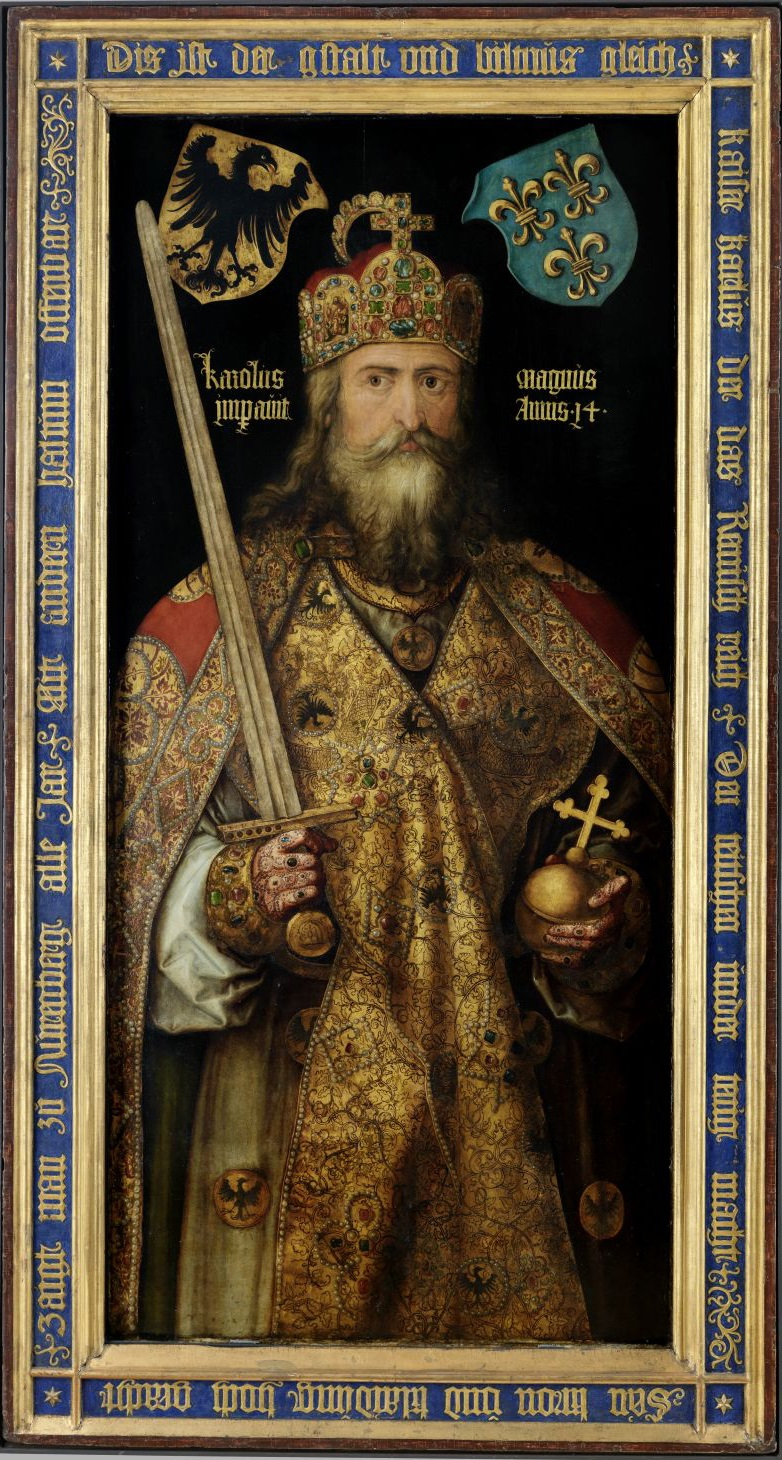
Idealbild Karls des Großen mit erst lange nach seinem Tod hergestellten Teilen der Reichskleinodien, gemalt 1513 von Albrecht Dürer im Auftrag seiner Vaterstadt Nürnberg. Die Schrift im Bild lautet: „Karolus magnus / imp(er)avit Annis·14·“. Die umlaufende Schrift lautet: „Dis ist der gstalt vnd biltnus gleich / kaiser karlus der das Remisch reich / Den teitschen under tenig macht / Sein kron vnd klaidung hoch geacht / Zaigt man zu Nurenberg alle Jar / Mit andern haltum offenbar“.

Der Adel (althochdeutsch adal oder edili „edles Geschlecht, die Edelsten“, lateinisch nobilitas) versteht sich selbst als eine „sozial exklusive Gruppe mit gesellschaftlichem Vorrang“, die Herrschaft ausübt und diese in der Regel innerfamiliär (als Adelsgeschlecht) tradiert. Eine Klarheit des Begriffs gibt es allerdings nicht. In den einzelnen europäischen Herrschaftsbereichen gelten bzw. galten unterschiedliche Kriterien, wer zum Adel gehört und wer nicht. Dies gilt auch für außereuropäische Kulturkreise. Angehörige des Adels werden als Adelige, Edelfrau, Edelfräulein oder Edelmann bezeichnet.
Der Herrschaftsanspruch des Adels gründete sich unter anderem auf Leistung, Erziehung und Abstammung sowie unterstellte göttliche Absicht. Führungsschichten in den verschiedenen Kulturen der Welt und in unterschiedlichen Gesellschaften werden als Adel gedeutet. Der Adel war trotz zum Teil sehr langer Phasen der Kontinuität immer wieder Veränderungen ausgesetzt. Er konnte zusammenbrechen, wie der spätrömische Adel, oder sich neu bilden. In vielen Ländern der Welt hält der Adel seine ehemals umfangreiche und exklusive politische Macht nicht mehr in den Händen, ist zum Teil sogar nicht mehr existent (z. B. China), nicht einmal mehr als nach außen wahrnehmbare soziale Gruppe. Gleichzeitig gibt es viele Staaten, die von adeligen Häusern regiert oder repräsentiert werden und in denen der Adel eine wichtige Rolle spielt – von Großbritannien bis Kambodscha.
In Europa kennt die Archäologie früheste Zeugnisse, die als solche adeligen Lebens gedeutet werden, vor allem Grabfunde und Reste ehemaliger Villen und Burgen. Antike griechische, römische, aber auch z. B. etruskische Führungsschichten werden als Adel aufgefasst. Im Mittelalter hat sich der Adel aus römischen und germanischen, ethnisch gesehen teilweise auch aus slawischen Wurzeln zu einer „multifunktionalen Elite“ entwickelt, die politisch und militärisch, ökonomisch, sozial, kulturell und religiös führte, allerdings nicht zwingend als „Adel“ zu deuten ist.
Der europäische Adel hat sich etwa ab dem 11./12. Jahrhundert in der Regel ständisch organisiert. In solchen ständischen Systemen gelten für den Adel bestimmte Rechte, Privilegien, Pflichten und Verhaltenskodizes. Mit der Ablösung der ständischen durch demokratische, sozialistische oder kommunistische Systeme oder konstitutionelle Monarchien hat der Adel in Europa seine politische Bedeutung größtenteils verloren.
Die rechtliche wie gesellschaftliche Situation des Adels gestaltet sich historisch je nach Region äußerst unterschiedlich: Vom prinzipiellen Verbleib der Standesunterschiede (z. B. Vereinigtes Königreich Großbritannien und Nordirland) über die Aufhebung der Standesvorrechte und -pflichten (z. B. Weimarer Republik) und seine Abschaffung (z. B. Österreich) bis hin zur Auslöschung durch Verfolgung, Vertreibung, Inhaftierung oder Ermordung (z. B. Frankreich, Russland, SBZ/DDR).
Der Begriff Adel wird im allgemeinen deutschen Sprachgebrauch heute für die Gesamtheit der Familien benutzt, die in früheren Zeiten einem mit Vorrechten ausgestatteten Stand angehörten. In Europa stellt der Adel in der gegenwärtigen Zeit mitunter eine relativ geschlossene soziale Schicht mit eigenen Lebensweisen, Umgangsformen und einem differenzierten Standesethos dar.

## Wortherkunft
„Adel“ ist verwandt mit „edel“, das auf althochdeutsch edili („adlig“) und auf ein westgermanisches Wort adilu („von Adel“, „vornehm“) zurückgeht.
Ob das Wort Adel mit dem Wort Odal (etwa: angestammter Grundbesitz einer Familie, siehe Artikel) verwandt ist, ist Gegenstand einer langen wissenschaftlichen Kontroverse. Gustav Neckel wollte eine völlige Identität dieser Begriffe darlegen. Friedrich Kauffmann schloss aus der Wortähnlichkeit, dass Odal Stammgut eines adligen Geschlechtes sei. Dem wird entgegengehalten, dass zu Beginn der Überlieferung den Verfassern die Wortverwandtschaft längst nicht mehr gegenwärtig war. Außerdem könne aus solchen Ableitungen nicht hergeleitet werden, dass es überhaupt einen ur- oder gemeingermanischen Adel gegeben hat. Otto Behaghel bestritt jeglichen Zusammenhang zwischen den Wörtern „Odal“ und „Adel“. Werner Conze hielt aber an einer Verwandtschaft der Begriffe fest, desgleichen die derzeit führenden etymologischen Wörterbücher des Deutschen, Kluge/Seebold und Pfeifer.
Die Verbindung zwischen „Odal“ und „Adel“, „edel“ wurde dahingehend interpretiert, dass bei der Entstehung des Adels der Grundbesitz eine entscheidende Rolle gespielt habe. Dies entsprach dem Stand der historischen Forschung im 19. und zu Beginn des 20. Jahrhunderts. Doch diese Verbindung zwischen Adel und Grundbesitz lässt sich heute nicht mehr aufrechterhalten. Der Adel gründete sich nicht auf wirtschaftliche Elemente, sondern auf Teilhabe an der Macht im Sinne von Herrschaft über Menschen.
Aus dem Vorkommen von nōbĭlís oder Ableitungen daraus in lateinischen Texten wurde oft auf die Existenz eines Adels für die Zeiten und Gesellschaften geschlossen, über die diese Texte Auskunft geben. Das ist aber nicht zwingend. Bereits Autoren des späten Mittelalters wussten, dass die Worte nōbĭlís und „Adel“ mehrdeutig sind. „Sie kannten den Abstand zwischen Begriff und Begriffenem. Der Begriff Adel sei viel- und mehrdeutig, konstatierte Bartolus von Sassoferato (1314–1357). […] Humanisten des 15. Jahrhunderts beklagten den ausnehmend weiten Bedeutungsumfang des Begriffs nobilitas, seinen latissimus ambitus (Giovanni Francesco Poggio Bracciolini: De nobilitate. Straßburg 1513; Laurence Humphrey: Optimates sive de nobilitate. Basel 1559 S. 84).“ Es gibt starke Hinweise darauf, dass es im Mittelniederdeutschen und Frühneuhochdeutschen noch kein allgemeines Wort für den Adel gab. Erst mit der Übersetzung lateinischer und frühneuhochdeutscher Texte ins Neuhochdeutsche wurde aus nobiles/nobilis scheinbar eindeutig Adlige/adlig, was in den Originaltexten keineswegs eindeutig ist. Martin Luthers Bibelübersetzung ist weit davon entfernt, die beiden Stellen, wo in der Vulgata eine Ableitung von nōbĭlís vorkommt (2. Makkabäer 6.23; 1. Korinther 1.26), irgendwie mit „Adel“ in Verbindung zu bringen. „Man ist ‚edel‘ im Verhältnis zum (all-)‚gemeinen‘ Volk, fällt auf (lat. no(ta)bilis) durch Bekanntheit und ‚nobles‘ = vornehmes, großmütiges Verhalten und bildet schließlich in Bezug auf hervorragende menschliche Eigenschaften – Talente, Tugenden, Tüchtigkeit auf unterschiedlichen Gebieten (lat. Virtus, griech. Arete) – eine Gemeinschaft der ‚Besten‘ (griech. Aristoi).“ In den romanischen Sprachen und im Englischen bleibt die Doppelbedeutung des lateinischen nōbĭlís im Sinne von „edel“ und „adlig“ erhalten.

## Herkunft und Entwicklung

### Allgemein
Oft wird behauptet, Adel sei „ein universalgeschichtliches Phänomen, das sich bereits in den frühen Hochkulturen findet“, von den Pharaonen Ägyptens über den Adel Mesopotamiens, die attischen Eupatriden, die byzantinische und römische Aristokratie, den japanischen und chinesischen oder den arabischen Adel über den spätrömischen Senatorenadel, der die Brücke bilde zum europäischen Adel des Mittelalters usw., bis zum modernen neuzeitlichen Adel. Diese Aussage ist jedoch umstritten. Spätestens in der Renaissance fing man an, zu diskutieren, was „adelig“ und „Adel“ sei und eine „seit jeher“ gegebene Vorherrschaft des Adels wurde in Frage gestellt. Wo keine schriftlichen Quellen vorliegen, weisen archäologische Funde überaus reicher Grabausstattungen, die neben einfachsten stehen, auf gesellschaftliche Führungsschichten hin. Archäologen sprechen im Zusammenhang mit reichster Grabausstattung von „Fürstengräbern“, ohne – mangels schriftlicher Quellen – etwas über die Herrschaftsstruktur aussagen zu können.
Die Behauptung, alle als vorindustrielle Hochkulturen bezeichneten Gesellschaften wiesen eine Adelsschicht auf, ist nicht hinreichend belegbar. Adel wird oft von andersartigen Führungsschichten nicht hinreichend unterschieden. Daraus ergibt sich eine so starke Heterogenität des Adelsbegriffs, dass die genaue Definition von Adel nur mit Blick auf eine bestimmte Region und einen bestimmten Zeitraum geliefert werden kann. Umstritten ist auch, ob die scheinbar ununterbrochene Kontinuität „des Adels“ in Europa zwischen Römischem Reich und Zweitem Weltkrieg tatsächlich eine Einheit darstellt, ob sie in Hinsicht auf Prestige konstruiert wurde oder ob es sich um eine soziale Position handelt, die sich mit jeder Generation auch inhaltlich wandelt.
Der Adel hebt sich in der Regel zunächst durch einen höheren Einfluss auf das öffentliche Geschehen, u. a. in Form einer militärischen Überlegenheit oder Leistung (Schwertadel, Rittertum, Samurai, Amtsadel) und höherem wirtschaftlichen Potential, zumeist in Form von Grundbesitz (z. B. römisches Patriziat), von der gesellschaftlichen Umgebung ab. Daraus ergibt sich der Anspruch, diese auch politisch zu dominieren. Diese gehobene Stellung ist – unabhängig von der ökonomischen Grundlage – zumeist erblich, woraus sich eine zentrale Bedeutung der Familie ergibt.
Spezielle adelige Erziehung sollte schon seit der Kindheit möglichst umfassend auf das Tragen militärischer, politischer, gesellschaftlicher und kultureller Verantwortung vorbereiten (vgl. „Adel verpflichtet“). Dies basiert auf der Idee der Aristokratie, also dem Bestreben nach einer Herrschaft der Besten bzw. Geeignetsten, die sich am Gemeinwohl orientiert. Ausschlaggebend sei dabei neben der Tüchtigkeit auch die Tugendhaftigkeit der Person, was sich in Europa u. a. im christlichen Ideal ritterlicher Tugenden niederschlage. Entsprechendes galt auch für das Ideal des gerechten Herrschers (vgl. etwa fír flathemon) bzw. eines aufgeklärten Absolutismus.
Aus der Idee der Aristokratie resultierte auch der Aufstieg bzw. die Erhebung besonders tüchtiger und tugendhafter Personen in einen Adelsstand. Es war dem Adel, meist – regional unterschiedlich – dem Höchstrangigen, dem König oder Kaiser, aber in einigen Ländern auch Herzögen und anderen Fürsten vorbehalten, Nichtadelige in den Adelsstand zu erheben (Dienst- oder Amtsadel), z. B. im Heiligen Römischen Reich seit Kaiser Karl IV. Der Herr und Monarch wiederum leitete seinen Herrschaftsanspruch von einer göttlichen Gnade oder Vorbestimmung ab, seine Herrschaftswürde durch Erbe (Erbmonarchie), Wahl (Wahlmonarchie) oder gar Prophezeiung (vgl. etwa tarb-feis) oder bestimmte Zeichen und Prüfungen (vgl. etwa Artussage, Lia Fáil) erlangt zu haben.
Allgemein wurde Herrschaft in unterschiedlichen Weltregionen, neben einer alten Abstammung von verdienten, berühmten, mythischen oder göttlichen Vorfahren, auch mit einer als besonders angenommenen Beziehung zu den Göttern (Priesteradel), einer besonderen Sakralität des Herrschers bzw. der Herrscherdynastie (Königsheil) oder gar einer Vergötterung des Herrschers (Gottkönig) legitimiert.

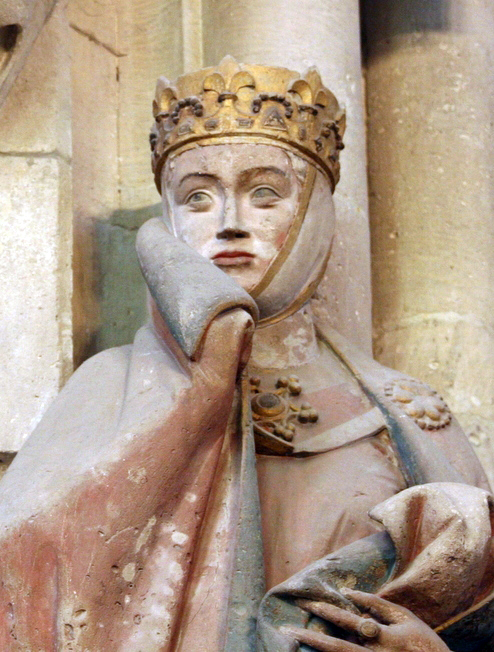
Uta von Naumburg
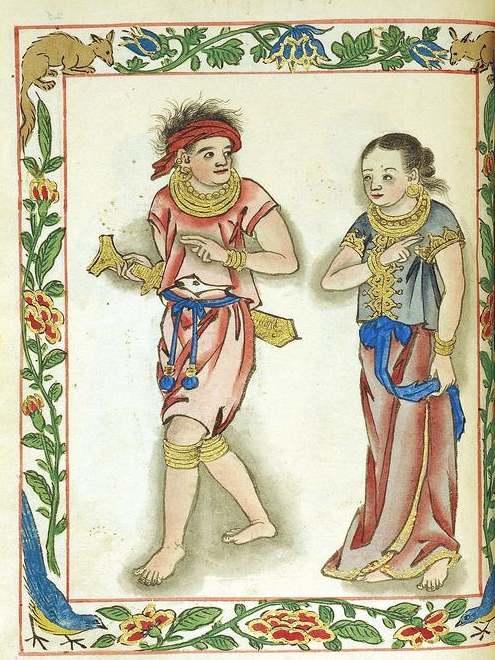
Visayisches adeliges Paar
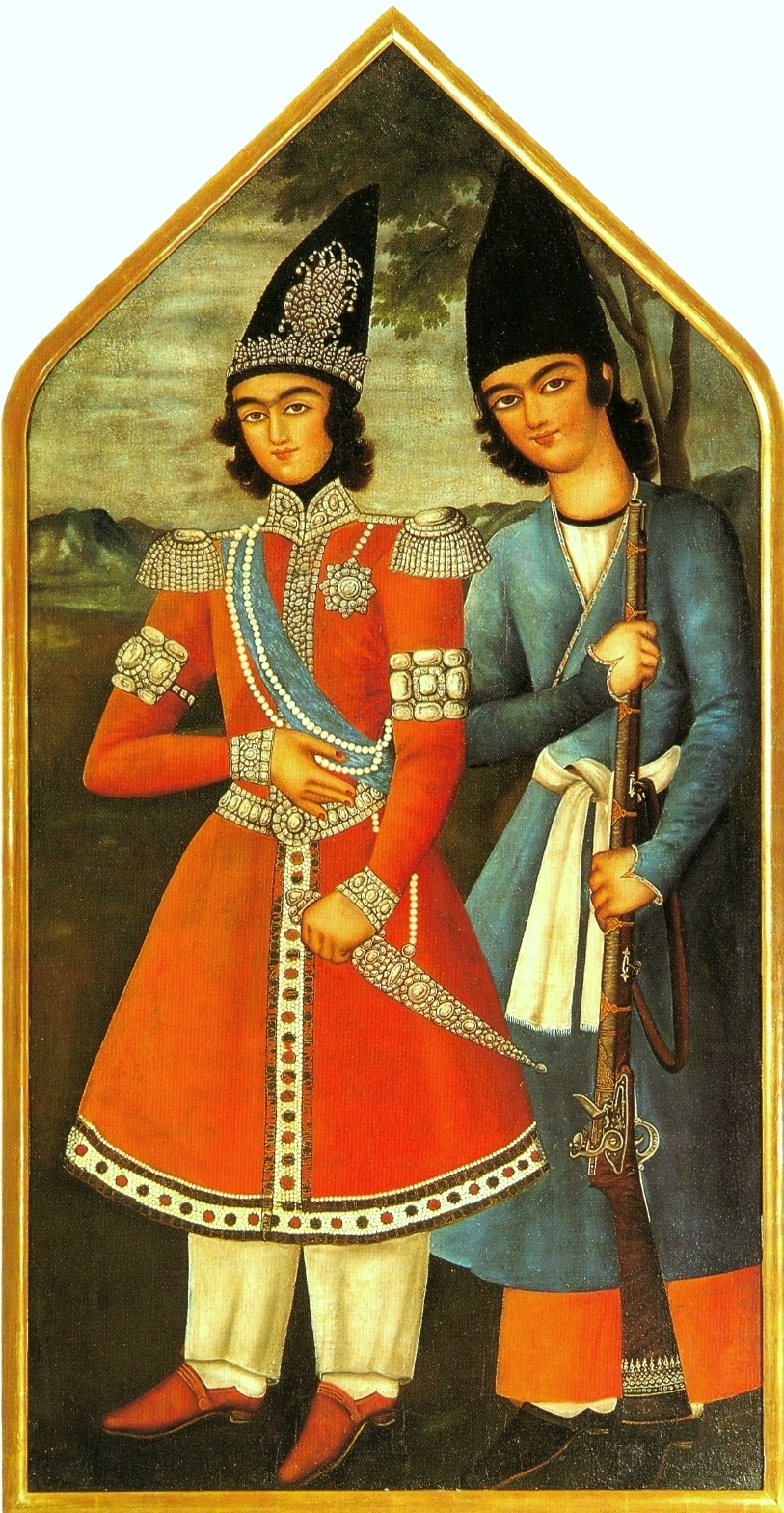
Kadscharen-Prinz mit Diener
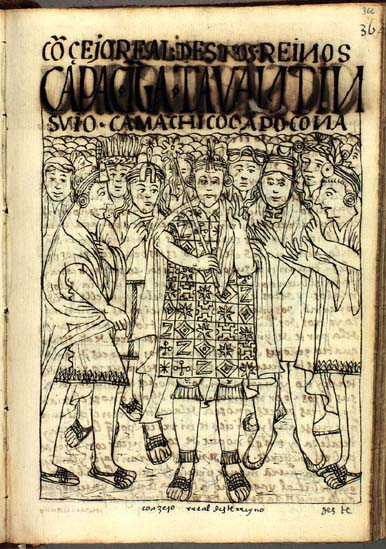
Inka-König umgeben von Adeligen
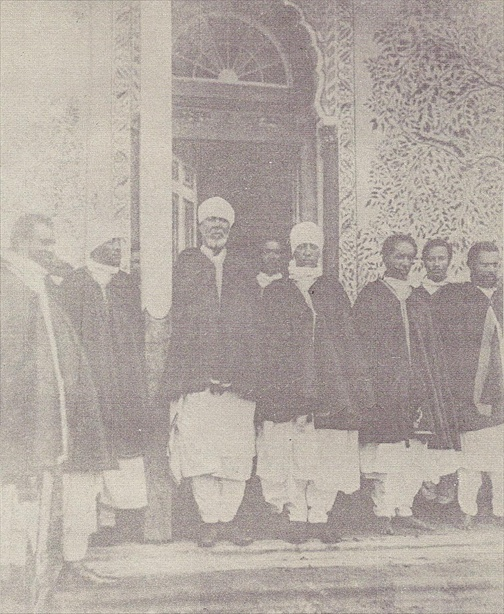
Adelige Herren aus Äthiopien

### Europa

#### Antike
Das Konzept „Adel“ des europäischen Mittelalters, das wesentlich im 19. Jahrhundert ausgebildet wurde, lässt sich nur bedingt auf die antiken Kulturen der Griechen und Römer übertragen. Hier galt nicht wie in den Feudalgesellschaften seit dem europäischen Mittelalter die Abstammung als das herausragendste Kennzeichen des Adels, sondern ihre Leistung bzw. „Bestheit“ (griechisch arete, lateinisch nobilitas). Die antike Aristokratie leitete ihren Herrschaftsanspruch eher aus einer besonderen Leistung (für den Staat) ab und weniger aus dem Glück, in eine bestimmte Familie geboren worden zu sein. So verlieh beispielsweise der römische Senat mit der Lex Cassia (44 v. Chr.) Gaius Iulius Caesar das Recht, neue Patrizier zu ernennen. Kaiser Augustus, der seit seiner testamentarischen Adoption durch Julius Caesar Patrizier war, ließ sich vom Senat mit der Lex Saenia (29 v. Chr.) ebenfalls ein solches Recht verleihen, das auch durch Augustus′ Nachfolger ausgeübt wurde. Anlass war Lucius Saenius, der sich – wie andere niedere Beamte auch – von Augustus als Werkzeug gebrauchen ließ und als Gegenleistung Suffektkonsul wurde.

##### Antikes Griechenland
Mangels schriftlicher Quellen gibt es nur wenige gesicherte Erkenntnisse über das antike Griechenland, etwa das Königtum in Sparta oder die Herrschaft im Königreich Makedonien.
Anders als die auf Handel und Seefahrt begründete Macht der Phönizier gründete die adlige Vorherrschaft jedoch in Sparta und Korinth vor allem auf ausgedehntem Grundbesitz, dem Innehaben der Priesterämter und dem Privileg der Rechtsprechung bis hin zum Sklavenhandel (Schuldknechtschaft). Kennzeichnend war eine Spaltung der Gesellschaft in die „Vornehmen und Reichen“ (Kalokagathia) und die „Geringen“. Insbesondere das Halten von Pferden und die Teilnahme an Pferde- und Wagenrennen bei Olympischen Spielen waren dem Adel vorbehalten. Ein Beispiel sind die „Hippoboten“ (der berittene Adel) auf Euböa.
Aus der zu Oligarchie und Tyrannis verkommenen Aristokratie entwickelte sich die demokratische Polis in den Stadtstaaten wie dem antiken Athen.

##### Antikes Rom

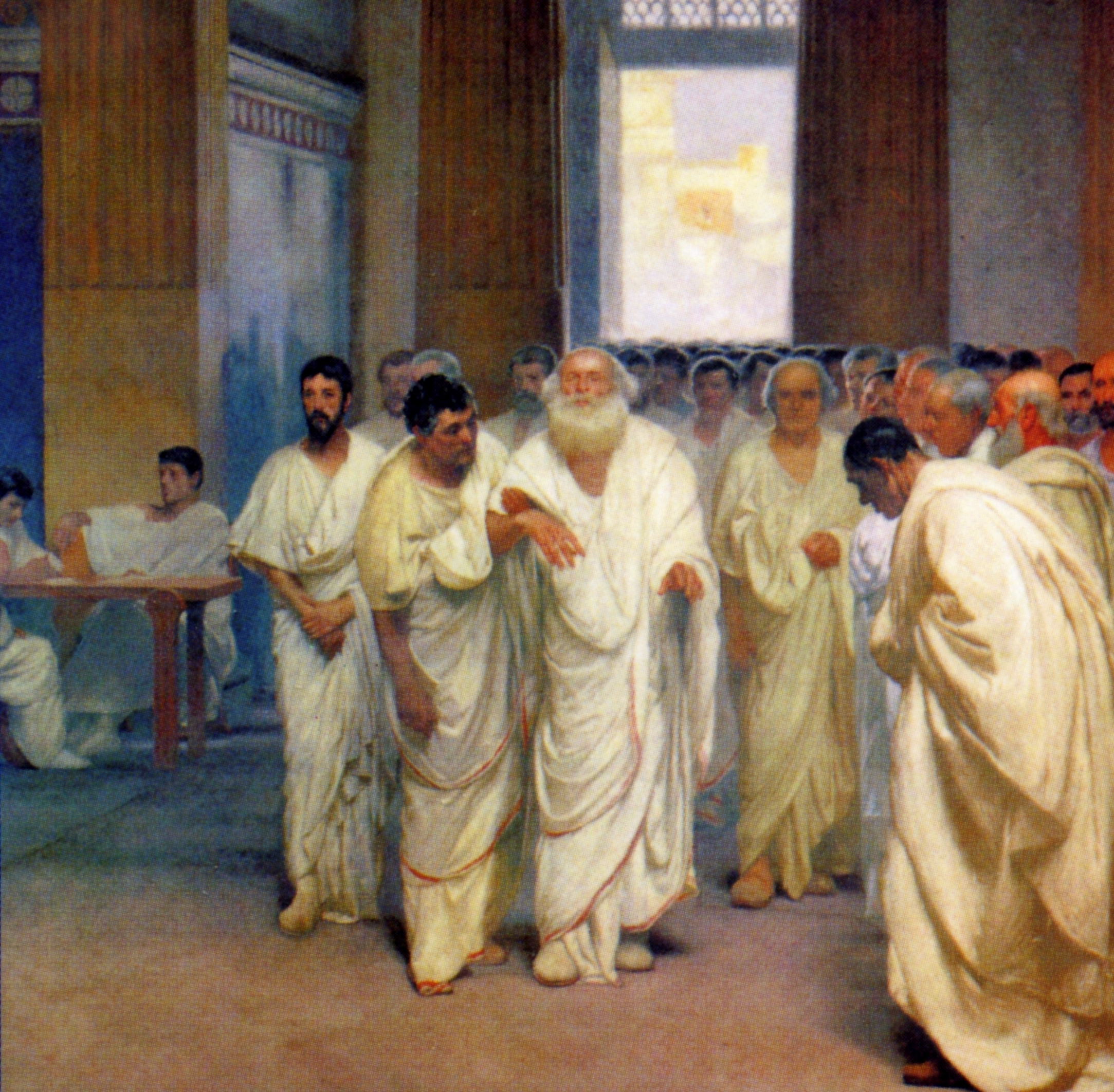
Senatorischer Adel in Rom: Caecus im Senat. Fresco von Cesare Maccari 1882/88

Im antiken Rom gab es einen Stand der equites (Ritter), der mitunter als „niederer Adel“ gedeutet wird. Der Aufstieg eines Römers in einen höheren Stand bis zum Ritter war möglich, maßgebend aber durch festgelegte Vermögensgrenzen bestimmt (vgl. Zensuswahlrecht). Diese Rangordnung ging wahrscheinlich auf die römische Frühzeit zurück, in der die Gesellschaft entsprechend der Heeresordnung gegliedert war. Die Stellung im Heer bestimmte sich aus der selbst bereitzustellenden Ausrüstung; entsprechend nahmen Wohlhabendere höhere Stellungen ein. Ein eques ist in diesem Sinn ein Soldat zu Pferde. Über die genaue Stellung dieser Krieger ist sich die Forschung uneins. Gesichert ist, dass von den Punischen Kriegen an die Bedeutung der eques vor allem im wirtschaftlichen Bereich begründet liegt. Als vermögende Schicht ohne die Ehrenpflichten der Senatoren konnten sie vom Staat verpachtete Hoheitsaufgaben übernehmen, beispielsweise die Einziehung der indirekten Steuern und Zölle.
Kaiser Commodus bezeichnete sich ab 186 als nobilitas Augusti, um so seine inzwischen umstrittene Herrschaft durch eine vermeintliche Verwandtschaft mit Kaiser Augustus zu begründen. Im 3. Jahrhundert wurde die Bezeichnung nobilissimus üblich für den Cäsaren als designierten Nachfolger des Herrschers, was ihn lediglich als Sohn desselben kenntlich machte. Die ehemaligen Inhaber konsulischer Ämter (s. dazu auch Cursus honorum) und deren Nachkommen bildeten den senatorischen Adel. Der Senatorenstand wurde im Gegensatz zur Ritterwürde nicht vom Kaiser verliehen, sondern konnte nur geerbt werden. Der senatorische Adel verlor während der Reichskrise des 3. Jahrhunderts an Bedeutung; die Machtgrundlagen (Großgrundbesitz, Finanzen sowie sozialer und politischer Einfluss) blieben den Senatoren dennoch meist erhalten. Seit Kaiser Konstantin wurde dies zu einer exklusiven Rangbezeichnung. Der Senatsadel entwickelte erst in der Spätantike ein adliges Standesbewusstsein. Er bezeichnete seine Mitglieder bis ins 6. Jahrhundert als nobiles und senatores und markiert den langsamen Übergang zum Adel des Mittelalters. Der spätantike gallorömische Senatsadel verfügte aber noch in der frühen Merowingerzeit über beträchtlichen Einfluss.

#### Mittelalter

##### Allgemein

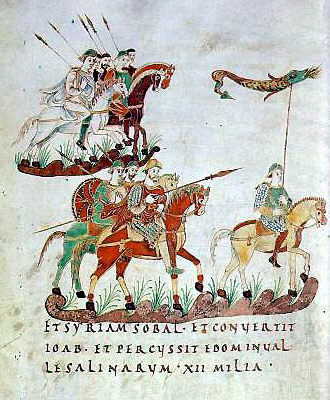
Karolingische Reiterei (Handschrift des 9. Jh.)

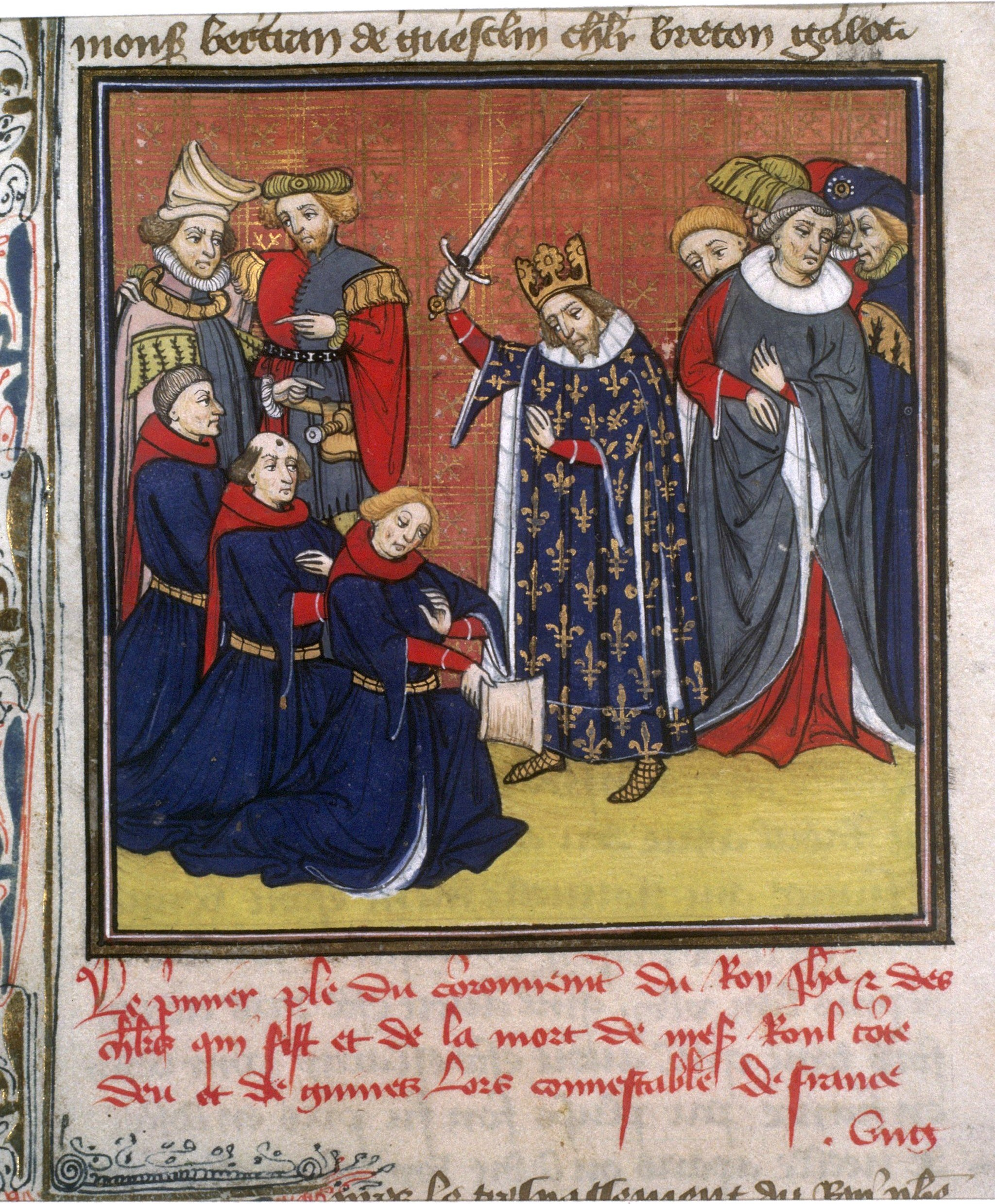
Ritterschlag durch Johann II. von Frankreich

Der Ursprung des mittelalterlichen Adels ist umstritten. In einer die Mittelalterforschung seit dem 19. Jahrhundert umfassenden Untersuchung hat Werner Hechberger gezeigt, „daß Untersuchungen zur Geschichte des mittelalterlichen Adels immer – und zwar gleichgültig, ob sich die Verfasser dessen bewußt sind oder nicht – auf theoretischen Prämissen beruhen, die den Ausgangspunkt von Quellenanalysen bilden. Diese theoretischen Vorüberlegungen wandeln sich mit der Gegenwart der Historiker“. Immer wieder werden überlieferte antike oder mittelalterliche Quellen von unterschiedlichen Autoren völlig unterschiedlich, teilweise dieselben Textstellen gegensätzlich interpretiert, je nachdem welches Gesellschaftsmodell vom jeweiligen Autor ausdrücklich oder unbewusst zugrunde gelegt wird.
Nach Marc Blochs grundlegendem Werk Die Feudalgesellschaft (1939) gab es zwar schon im merowingischen und karolingischen Frühmittelalter einen grundbesitzenden Adel, etwa die Großen des Fränkischen Reichs (z. B. die Robertiner als Ahnen der Kapetinger), die Inhaber karolingischer Grafenämter (etwa die Welfen), einige davon Aufsteiger in höfischem oder kirchlichem Dienst, andere vielleicht im Ursprung sogar germanische oder keltische großbäuerliche Häuptlingssippen (von denen aber allenfalls wenige bis auf die Anführer germanischer Gefolgschaftsbanden der Völkerwanderungszeit zurückgehen mochten). Politisch wuchs das Gewicht dieses Adels (ebenso wie das der Kirche und des Königstums) zunächst auch zu Lasten der anderen Freien. Im Heeresaufgebot der Karolinger, das teilweise Funktionen der Volksversammlung übernahm, in der Verwaltung und Gerichtsbarkeit dominierte zusehends der aus germanischem Geblütsadel und romanischem Landadel zusammenwachsende Adelsstand. Nach Bloch sei dieser ältere Adel jedoch in der Zeit des Zusammenbruchs der staatlichen Ordnung in Europa während der Anstürme durch Wikinger, Sarazenen und Magyaren ab etwa 800 bis kurz nach 1000 n. Chr. durch einen spontan entstandenen, wehrhaften Schwertadel (teils unfrei-bäuerlicher, teils freier oder edelfreier Herkunft) abgelöst worden, der es auf sich nahm, als Panzerreiter die bäuerliche Bevölkerung zu verteidigen und der dafür von ihr ernährt und mit (damals kostspieligen) Pferden und Waffen sowie Kriegsknechten ausgerüstet wurde. Diese Gruppe bildete anschließend die Basis der Lehnspyramide. Es ist jedoch davon auszugehen, dass manche der mächtigsten Familien des Hochmittelalters genealogisch und auch besitzmäßig aus den frühmittelalterlichen Eliten hervorgegangen sind.
Es entwickelte sich ein Vasallensystem, in dem entweder der Mächtigere seinen Gefolgsleuten die Mittel und Verantwortung für ihren eigenen Unterhalt (Land und Leute) übertrug oder – häufiger – die Schwächeren ihren Beschützern umgekehrt ihre Ländereien übergaben und diese als Lehen zurückerhielten, um sodann den mit Geld- oder Naturalabgaben und Ackerfronen belasteten Grund und Boden den Hintersassen zum Ackerbau zu überlassen. Die Erblichkeit der Lehen und die Zulässigkeit des Weitervergebens als Afterlehen wurden 1037 von Kaiser Konrad II. mit der Constitutio de feudis festgelegt. So kam es, dass im 12. Jahrhundert bereits alle Herzogtümer und Grafschaften als Lehen vergeben waren. Innerhalb dieser einzelnen geistlichen und weltlichen Territorien bestand aber wiederum ein vielgliedriges Lehnswesen.
Im 13. Jahrhundert traten neben den älteren, edelfreien Adel immer mehr Angehörige ursprünglich unfreier Familien, die sich als Dienstmannen („Ministeriale“) durch kriegerische oder administrative Fähigkeiten auszeichneten und aufgrund ihrer Stellung, z. B. als Burgmannen, die bald die Schwertleite oder den Ritterschlag erhielten. Auch diese untere Gruppe begann sich seit der Mitte des 13. Jahrhunderts als Adel zu verstehen, auch wenn die soziale Trennung zum „alten“ Adel noch lange Zeit eine Rolle spielte; so werden in Urkunden die Edelfreien als Zeugen gewöhnlich vor den Ministerialen aufgezählt. Die sich herausbildenden Standesideale und Kulturmerkmale des Rittertums, idealisiert durch den Minnesang und Formen des Wettkampfes wie das Turnier, trugen zur Ausbildung einer einheitlichen Adelskultur unter den „Ritterbürtigen“ und damit zum Verschmelzen von Edelfreien und Ministerialen zum Uradel bei.
Im Sachsenspiegel aus dem 13. Jahrhundert kommt das Wort „Adel“ nur einmal vor: Ein eheliches Kind ist entweder ein adeliges Kind oder ein leibeigenes Kind („adel kint“, „egen kint“, Ssp. Ldr. I/51,2). Sonst spricht der Sachsenspiegel von „Freien“. Das Rechtsbuch deutet aber an, dass damit ein kriegerischer, über Grund und Boden und unfreie Bauern herrschender Stand gemeint ist. Ein eindrucksvolles Beispiel ist die Legende über die Herkunft der Sachsen:

„Unsere Vorfahren, die hier ins Land kamen und die Thüringer vertrieben, die waren in Alexanders Heer gewesen … Da es ihrer so viele nicht waren, dass sie den Acker bestellen konnten, da ließen sie, als sie die thüringischen Herren erschlugen und vertrieben, die Bauern sitzen unerschlagen und verdingten ihnen den Acker zu ebenso beschaffenem Recht, wie es noch die Zinsbauern haben. (Ssp. Ldr. III/44,2 u. 3)“

Die Heidelberger Bilderhandschrift des Sachsenspiegels stellt die beiden Stände, sauber getrennt, einander gegenüber. Wie immer man die Entstehung des mittelalterlichen Adels erklären will, er stand jedenfalls zur Zeit des Sachsenspiegels schon in voller Blüte. Der Adel erscheint hier allerdings noch nicht als eine auf den Landesherrn ausgerichtete Ritterschaft, wie sie für die späteren Jahrhunderte typisch ist, sondern eher als eine Genossenschaft der Ritterbürtigen, die im fernen, kaum wahrnehmbaren König den Garanten ihres alten, überlieferten Rechts erblickte.

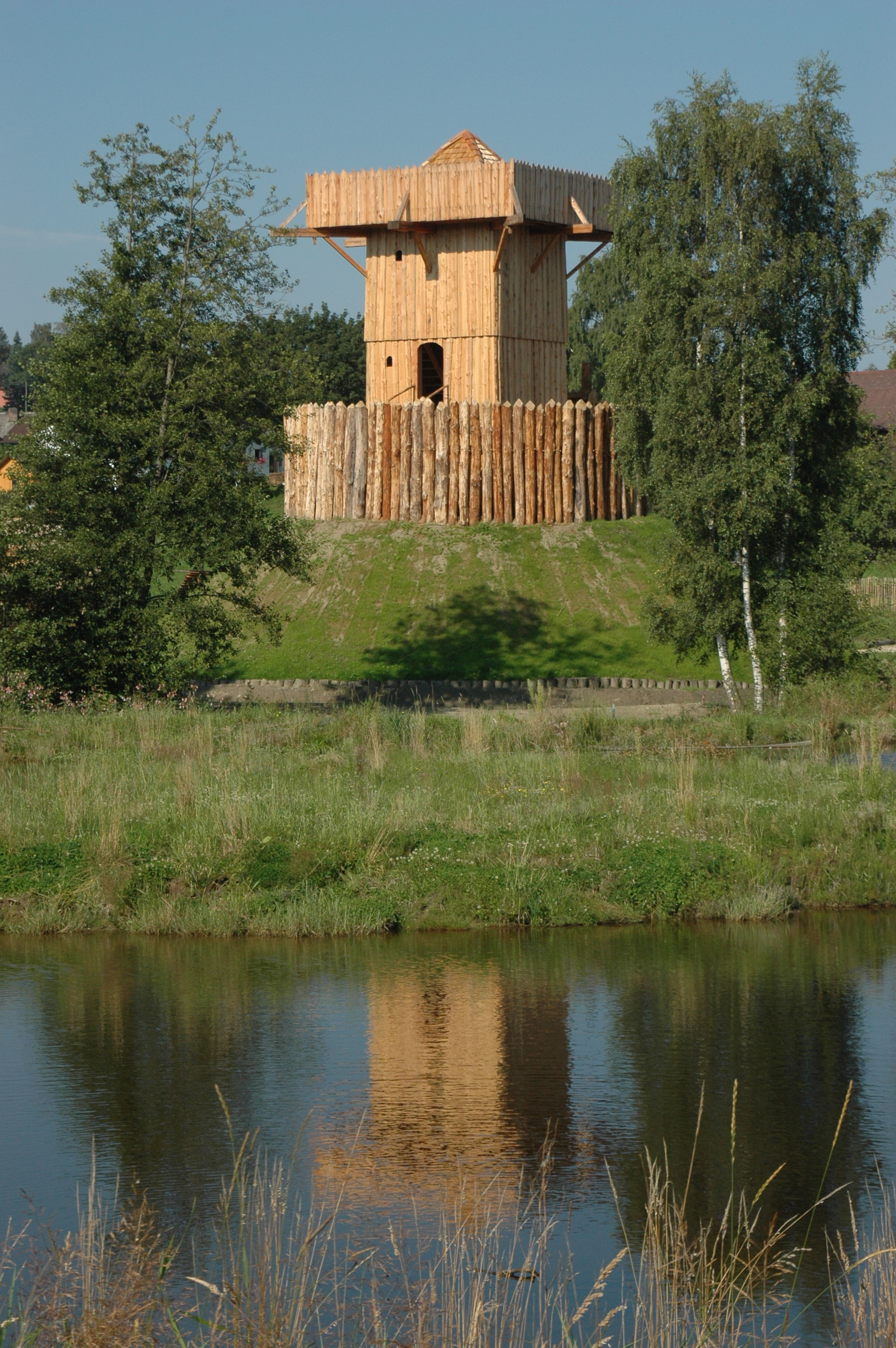
Frühmittelalterliche Adelsburg vom Typ „Motte“ um das Jahr 1000, Rekonstruktion im Geschichtspark Bärnau-Tachov

##### Frühmittelalter
Die frühmittelalterlichen germanischen Herrscher regierten noch überwiegend mit und in Stammesstrukturen und -verbänden. Bei den Franken gab es auch unter den Merowingern keinen Adel. Erst als im karolingischen Reich und dann unter den sächsischen und salischen Herrschern in Deutschland stammesübergreifende Strukturen geschaffen wurden und erste Ansätze von Staatsbildung erfolgten, mussten die Herrscher neben den Stammesführern (Herzögen) stammesunabhängige Funktionäre (Dienstadel = Ministeriale) als zunächst nicht-erbliche „Verwaltungsbeamte“ installieren. Hierbei griffen sie meist auf ihre ritterlichen Vasallen, manchmal aber auch auf befähigte Aufsteiger zurück. Parallele Entwicklungen gab es auch in den anderen großen europäischen Reichen. Das Denken jener Zeit bewegte sich aber weiterhin in Stammes- und Familienstrukturen, und so bestand eine Tendenz, diese Funktionen erblich werden zu lassen. Da die „Bezahlung“ der Funktionsträger in einer Gesellschaft, die noch keine entwickelte Geldwirtschaft kannte, in der Zuweisung von Land zur Versorgung erfolgte, entstand daraus das Lehnswesen und in der Folge auch die Erblichkeit des zusammen mit der Funktion verliehenen Grundbesitzes.
Als edelfrei (Edelfreie oder Edelinge) wurden zunächst diejenigen bezeichnet, die sich von den anderen Freien durch die Zahlung des dreifachen Wergeldes unterschieden. Inzwischen gilt als wissenschaftlich gesichert, dass es sich bei der Auffassung, es handele sich bei diesen Personen per se um Adlige, um eine Übertragung von Vorstellungen des 19. Jahrhunderts auf das frühe Mittelalter handelt. Erst im Laufe des 12. Jahrhunderts entstand im Heiligen Römischen Reich der Hohe Adel im Unterschied zum Dienstadel, den Ministerialen.

##### Hochmittelalter

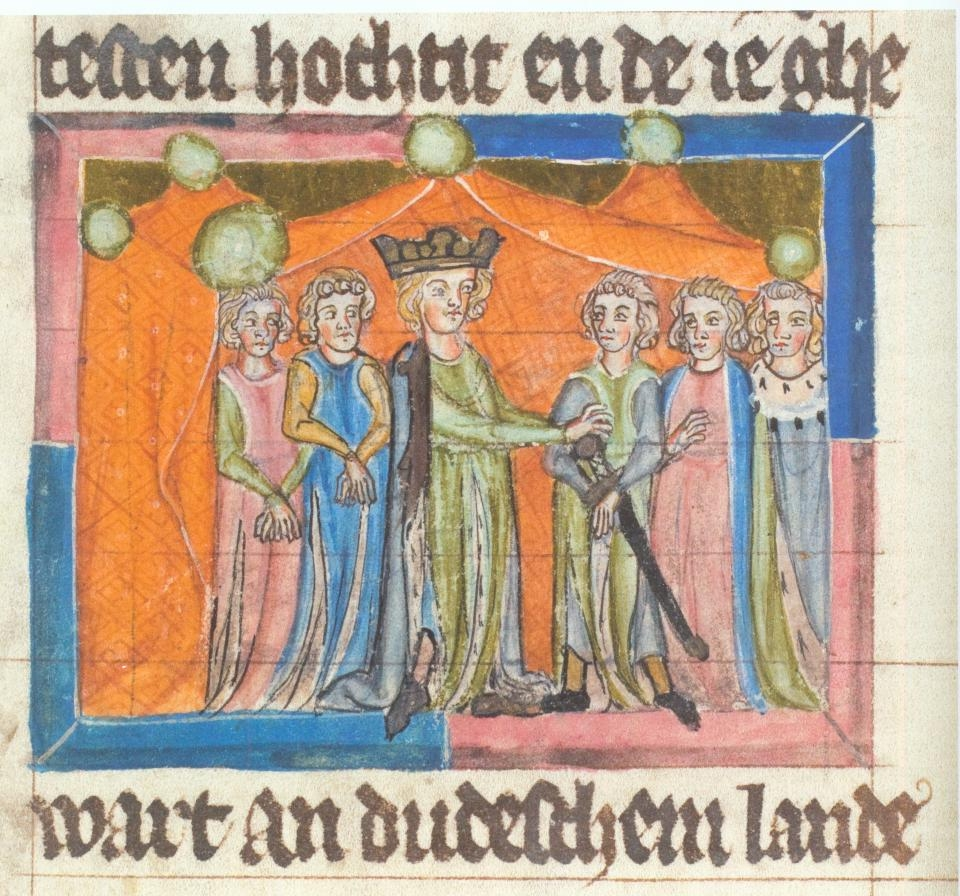
Kaiser Friedrich I. Barbarossa im Kreis Adliger auf dem Mainzer Hoftag von 1184

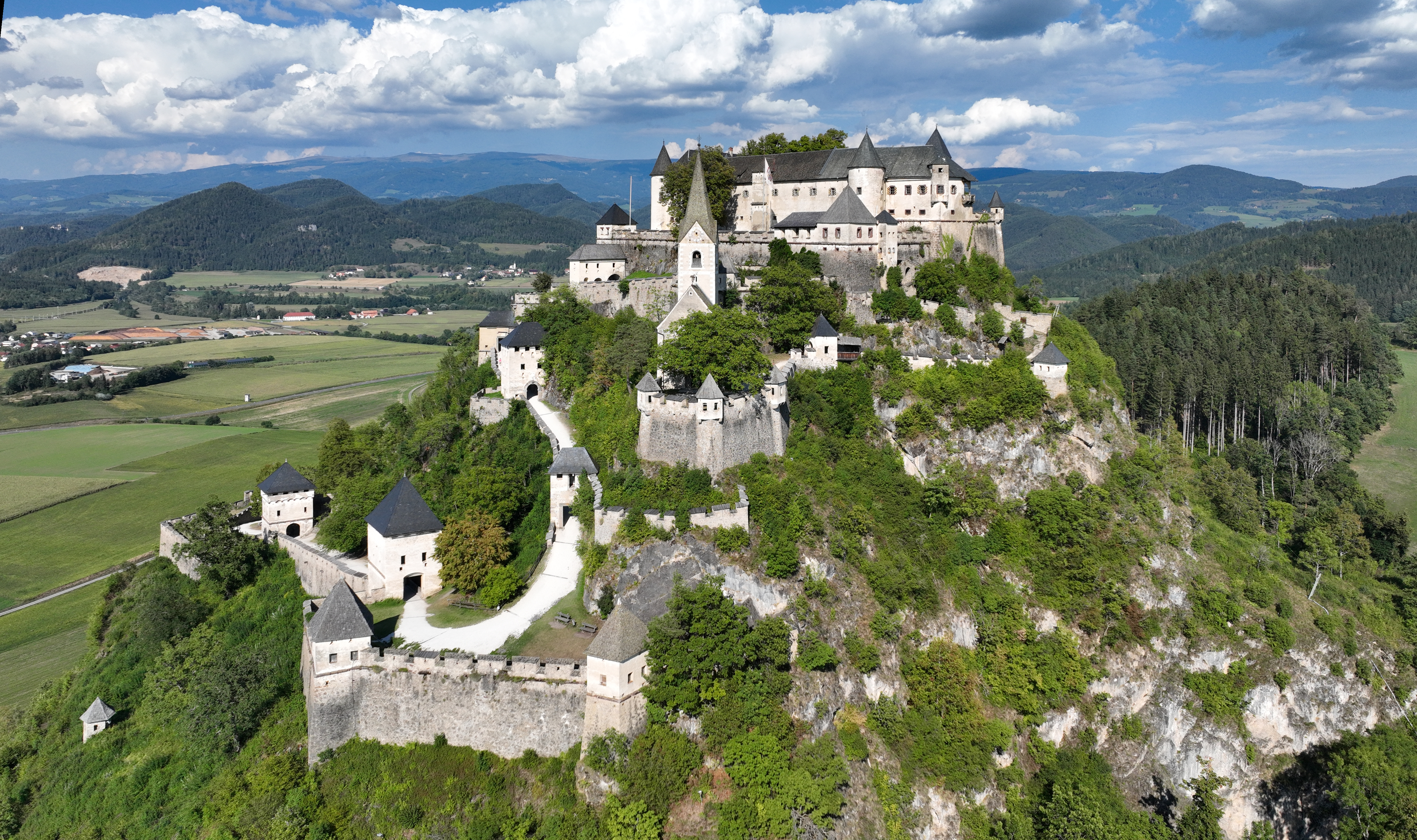
Spätmittelalterlicher Adelssitz: Höhenburg in Hochosterwitz, Kärnten

Im 11. und 12. Jahrhundert lässt sich eine starke Vermehrung der Ministerialen (abhängigen Adelsfamilien) feststellen, weil die Könige, Herzöge und die geistlichen Fürsten diese zunehmend als Verwalter ihrer Güter einsetzten. Mit der Ausdifferenzierung dieses Systems entstanden unterschiedliche Adelsränge; manchen edelfreien Geschlechtern gelang der Aufstieg zu mehr oder weniger souveränen Herrschern ihrer Territorien, die man später als reichsunmittelbar bezeichnete, andere wurden gezwungen, sich einem Lehnsherren zu unterstellen oder traten aus wirtschaftlichen Gründen in die Ministerialität ein. Einige große Reichsministerialen wiederum eigneten sich die von ihnen verwalteten Königsgüter an oder erhielten diese als Reichslehen in erblichen Besitz und stiegen damit, wie die unabhängig gebliebenen Edelfreien, in den sich herausbildenden hohen Adel auf (Herzöge, Fürsten und regierende Grafen), ein Prozess, der im 14. Jahrhundert seinen Abschluss fand. Daran schloss sich eine Phase an, in der dieser hohe Adel zunehmend versuchte, sich gegenüber der königlichen und kaiserlichen Zentralgewalt zu emanzipieren. In Deutschland und Italien gelang dies weitgehend: Hier erfolgte auf der Ebene der Territorien eine Staatenbildung in Form von Herzogtümern, Markgrafschaften, Pfalzgrafschaften, Landgrafschaften, Grafschaften, anderen Herrschaften sowie in Italien Stadtstaaten. Dazu kommen noch die Fürstbistümer und Fürstabteien. In England und vor allem Frankreich gingen diese Prozesse nicht so weit und es bildeten sich zentral organisierte nationale Staaten mit einem zwar reichen und einflussreichen Besitz- und Hofadel, der jedoch keine eigenständige Regierungsgewalt ausübte, sondern eine abgeleitete im Dienst der zentralen Monarchie. Aus den militärischen Dienstpflichten des Lehnswesens entwickelte sich ab etwa 1100 eine europaweite einheitliche Adelskultur, das Rittertum. Mit dem Aufkommen geschlossener Rüstungen (speziell des Topfhelms) im Hochmittelalter waren Freund und Feind in der Schlacht nicht mehr erkennbar, sodass das Wappen, das an Helm und Schild geführt wurde, als Identifikationshilfe diente. Zudem entwickelte sich das Turnierwesen als gesellschaftliches Kampfspiel zum identitätsstiftenden Vorrecht (Adelsprobe).

#### Blüte und Niedergang

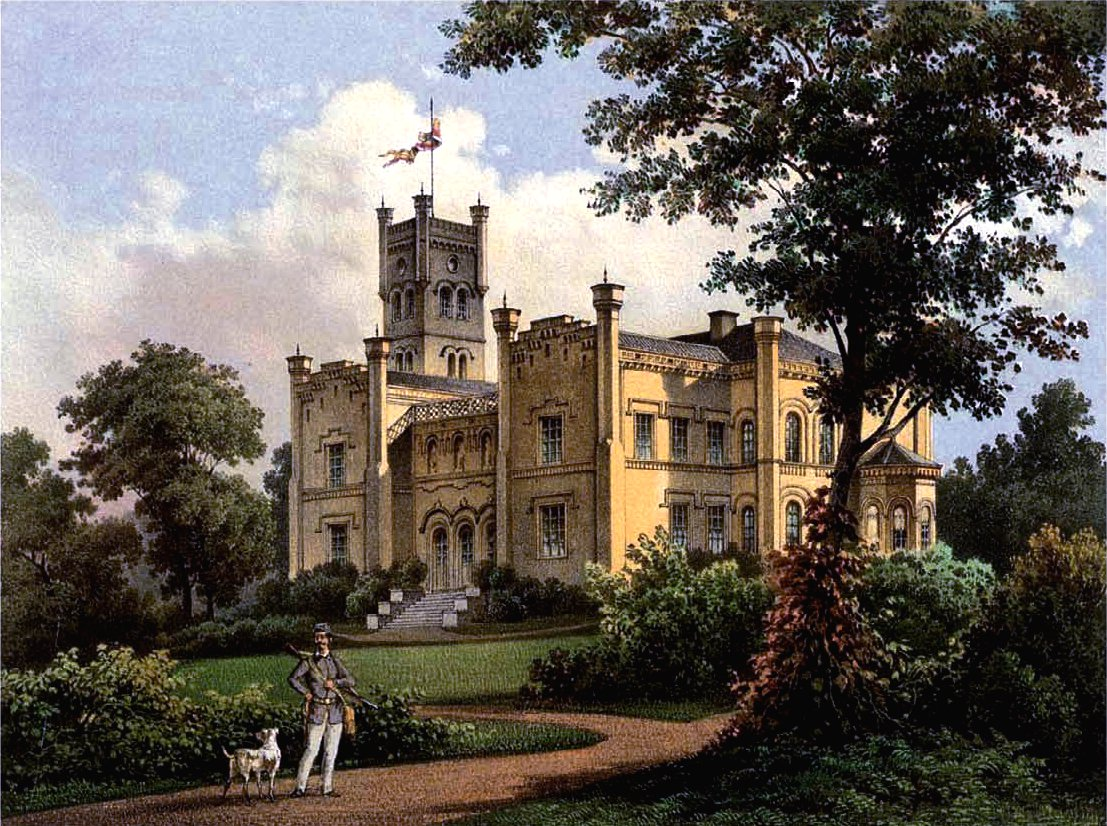
Schloss Liebesitz, neugotischer Adelssitz

In Europa hatte der Adel seine Blüte vom Hochmittelalter bis in das späte 18. Jahrhundert, wobei sich seine Funktion in der Ständegesellschaft mit ihrer Ständeordnung bis in die Zeit des Absolutismus stetig wandelte. Während im Früh- und noch im Hochmittelalter die Landesherren für ihre Regierungsgeschäfte fast ausschließlich Geistliche (da diese der lateinischen Sprache und des Schreibens kundig waren) einsetzten, stellten sie ab dem 15., vor allem aber im 16. und 17. Jahrhundert zunehmend lateinkundige bürgerliche Rechtsgelehrte ein, welche die Macht des ständischen Adels zugunsten der Landesherren zu beschneiden suchten, die allerdings ihrerseits durch Adelsbriefe oft selbst in den Adel aufstiegen, wenn sie auch dort als „Briefadel“ meist unter sich blieben, sofern es ihnen nicht gelang, Grundherrschaften zu erwerben. Die Grundherrschaft bildete die wirtschaftliche Basis des Adels (zu den Einzelheiten, die für die meisten europäischen Länder gleichermaßen gelten, siehe: Wirtschaftliche Grundlagen des deutschen Adels).
Der Übergang vom Ritterheer der Lehnsvasallen zum professionellen Söldnerheer leitete im 14. Jahrhundert einen wirtschaftlichen Niedergang des Adels ein (und beförderte etwa das Phänomen der „Raubritter“), während gleichzeitig in den wohlhabender werdenden Städten die kaufmännischen Führungsschichten zu Patriziern aufstiegen, die sich aber teilweise früh aristokratisierten. Dies geschah in vielen europäischen Handelsstädten, welche sich teilweise zu mehr oder weniger unabhängigen Stadtstaaten entwickelten, zu Handelsrepubliken wie etwa den deutschen Reichsstädten, den Hansestädten, der Republik Venedig, der Republik Genua, Florenz, der Republik der Vereinigten Niederlande oder den Schweizer Stadtkantonen, die vom Patriziat der Alten Eidgenossenschaft beherrscht wurden. Teilweise wurde dieser Stadtadel dann auch förmlich nobilitiert, teilweise erwarb er adlige Grundherrschaften, bisweilen machte er auch aus eigenem Recht seine Ebenbürtigkeit und Zugehörigkeit zum Adel geltend; das Nürnberger Patriziat ist ein bekanntes Beispiel. Diese Städtearistokratien standen an der Spitze sogenannter „Aristokratischer Republiken“.
Im Absolutismus konzentrierte sich die Macht bei den regierenden Fürsten. Sie erweiterten ihre Hofstaaten in immer aufwändigerer Weise, was auch dem niederen Adel nochmals Chancen zum Erwerb einflussreicher und lukrativer Positionen bot. Ludwig XIV. schuf mit dem Schloss Versailles samt Residenzstadt den Prototyp eines absolutistischen Hofes, der in ganz Europa Nachahmung fand. Zugleich erfand er auch ein kompliziertes Hofzeremoniell, mit dem er die Noblesse d'épée, den ranghohen und reichen Geburtsadel, beschäftigt hielt, während er die verantwortungsvollen Positionen in der Staatsverwaltung der Noblesse de robe übertrug, einem neuen Amtsadel, in den auch gut ausgebildete Bürgerliche gelangen konnten, die wirtschaftlich von der Gunst des Herrschers abhängig waren. Die höfische Etikette nötigte die reichen Adeligen nun dazu, immense Geldsummen für ihre Kleidung auszugeben und ihre Zeit vor allem auf Bällen, Diners und anderen Festlichkeiten zu verbringen, anstatt ihre angestammte Macht in den Provinzen auszuüben. Kein Aristokrat, der auf die Gunst des Königs angewiesen war, konnte seine Abwesenheit riskieren – so ruhte die politische Macht fest in der Hand des „Sonnenkönigs“. Im Heiligen Römischen Reich ahmten die regionalen Machthaber bis hinunter zu den Duodezfürsten dieses System nach. Hoher und niederer Adel sowie Kirchenfürsten schufen sich prachtvolle Residenzen oder Landschlösser, samt Parks, Kirchen und Theatern, bereicherten damit die deutsche Kulturlandschaft und ruinierten die Finanzen ihrer Länder.
Seit dem 17. Jahrhundert bildeten sich zugleich neuere bürgerliche Oberschichten, die dem Adel weder angehörten noch in ihn aufstiegen (oder aufsteigen wollten), etwa die Hanseaten, die daher bisweilen auch als „Bürgeradel“ bezeichnet werden (siehe: Hamburg und der Adel). Während in England die Gentry schon seit dem Spätmittelalter das immer mächtiger werdende House of Commons beherrschte, wurde in Frankreich ab der zweiten Hälfte des 18. Jahrhunderts das gehobene Bürgertum (bestehend aus Kaufleuten, Privatbankiers und zunehmend auch Industriellen) tonangebend. Mit der Französischen Revolution und der Übernahme staatlicher und gesellschaftlicher Aufgaben durch das aufsteigende Bürgertum endete die Adelsherrschaft in Frankreich und spätestens seit dem „Bürgerkönig“ übernahm dort das Bürgertum auch dauerhaft die politische Macht, während sie anderswo (etwa im Königreich Preußen) noch länger in der Hand von Monarchie und Adel blieb. Wirtschaftlich setzte aber auch dort die Bauernbefreiung im frühen 19. Jahrhundert der überkommenen Feudalherrschaft ein Ende. Der landbesitzende Adelige lebte nun nicht mehr überwiegend von Diensten und Abgaben, sondern musste sich als landwirtschaftlicher Unternehmer versuchen; die vom Adel durchgesetzten Einfuhrzölle im Deutschen Kaiserreich federten das Risiko allerdings ab. Mit dem Aufkommen des Kapitalismus und der Industrialisierung erwies sich die bürgerliche Bildung in Industrie, Verwaltung und Wissenschaft jedoch auf Dauer als konkurrenzfähiger als die im 19. Jahrhundert noch an traditionellen adeligen Berufsbildern (Offizier, Diplomat, Land- und Forstwirt, Jäger und Geistlicher) ausgerichtete Erziehung des Adels. Allerdings wurden auch die älteren bürgerlichen Führungsschichten ab Ende des 18. Jahrhunderts im Zuge von Revolutionen und Industrialisierung in ihren lokalen Wirkungskreisen häufig durch neue Wirtschaftseliten abgelöst, Bourgeoisie und Bildungsbürgertum traten ins Licht.

#### Käuflichkeit
Die Möglichkeit, sich den Adel zu kaufen, kann definitionsgemäß nicht für den Uradel zutreffen, der seine Entstehung im Mittelalter den Aufstiegsmöglichkeiten der damaligen Ständepyramide zu verdanken hat, zu denen Adelsbriefe noch nicht gehörten. Den sozialen Aufstieg (und den Erwerb von Grundherrschaften) ermöglichte vielmehr das Lehnswesen, wobei der Weg über den Ministerialenstand führte. In diesen traten auch oft die älteren Edelfreien ein, die eigentlich auf einer höheren Stufe standen. Die Währung für den Aufstieg waren nicht Geldzahlungen, sondern Kriegsdienste als Panzerreiter, später Ritter genannt, außerdem Verwaltungsdienste.
Für Nobilitierungen oder Rangerhöhungen gegen klingende Münze kommt also nur der Briefadel der Neuzeit in Betracht. Es gab tatsächlich mannigfache Erwerbsmöglichkeiten, doch dürfte die überwiegende Anzahl der Nobilitierungen auch hier andere Ursachen haben. Im Heiligen Römischen Reich war die Erhebung in den Adelsstand dem Reichsoberhaupt, dem römisch-deutschen Kaiser, vorbehalten, auch wenn sich nach und nach einige wenige andere Reichsfürsten dieses Recht ebenfalls herausnahmen (siehe: Nobilitierungen im deutschen Adel). Die Reichsvikare, welche während der Thronvakanzen die kaiserlichen Rechte ausüben durften, waren in diesen kurzen Phasen notorisch für ihr Kassemachen, doch betraf dies zumeist prestigeträchtige Rangerhöhungen von bereits adligen Familien, insbesondere in den Grafenstand, in den im Alten Reich nur äußerst selten ein Bürgerlicher direkt aufstieg. Dass Nobilitierungen im Alten Reich nicht ganz selten auch gegen Zahlung erfolgten, ist unbestritten; meist suchten die Reichsfürsten beim Kaiser um Nobilitierung ihrer Günstlinge nach und mussten dafür Gebühren entrichten (welche sie sich, sofern möglich, auch gern erstatten ließen), doch war dieses „Massengeschäft“ von Erhebungen in den untitulierten Briefadel nicht sonderlich lukrativ und wurde auch nicht in erster Linie aus finanziellen Motiven unternommen; demgegenüber musste ein Graf, der zum Fürsten aufsteigen wollte, wie etwa Leopold I. zur Lippe im Jahr 1789, sich dies immerhin 4.400 Reichstaler kosten lassen (etwa der Preis eines großen Rittergutes), worauf die Familie über Generationen hingespart hatte. Es handelte sich wohlgemerkt um offizielle Gebühren.
Ähnliches gilt auch für den Englischen Adel, wo vor allem Jakob I. den Titelverkauf zu einer sprudelnden Einnahmequelle machte. Seit 1611 vergab er die Ritterwürde gegen Zahlung von 1.000 Pfund, wofür die Erwerber sich Baronets nennen durften und auch Peerswürden samt ihren Sitzen im House of Lords wurden massenhaft an reiche Bürger verkauft: Von 1611 bis zum Ende der Regierungszeit seines Enkels, Jakob II. 1688, wurden an die 200 Peerswürden neu verliehen. Im Französischen Adel unterlag die Titelführung keiner wirksamen Kontrolle, weil es keine Adelsmatrikel gab. Selbsterhöhungen einfacher Ritter zu Baronen, Vicomtes, Comtes oder Marquis waren üblich und wurden auf den Besitzungen der Familien oft in die Kirchenbücher eingetragen. Am Königshof wurden sie stillschweigend geduldet, da die Monarchen nach den Erfahrungen der Fronde nicht wünschten, den Adel erneut gegen sich aufzubringen. In der Spätzeit der Bourbonenkönige sowie unter der Bourbonenrestauration wurde ein umfangreiches Geschäft mit Bestätigungsurkunden getrieben.
Keine finanzielle Gegenleistung sah indessen der sogenannte systemmäßige Adel in Österreich-Ungarn vor, durch den bürgerliche Offiziere von 1757 bis 1918 unter bestimmten Bedingungen „auf dem Dienstweg“ einen Rechtsanspruch auf Erhebung in den erblichen einfachen Adelsstand erhielten. Höhere Offiziersränge oder die Verleihung bestimmter Orden brachten auch die Aufnahme in den Russischen Adel mit sich. Der Begriff Geldadel bezieht sich hingegen nicht unbedingt auf Käuflichkeit. Die bedeutendsten deutschen oder österreichischen Industriellenfamilien haben ihren Adelsstand nicht gegen Bezahlung erhalten, sondern für ihre Verdienste um Industrie und Wirtschaft.
Im 19. Jahrhundert gab es allerdings einige notorisch klamme Staaten, die berüchtigt für ihre Titelverkäufe waren, dazu zählten das Königreich Portugal, zeitweise auch der Kirchenstaat (Päpstlicher Adel) und sogar die winzige Republik San Marino (Letztere bis weit ins 20. Jahrhundert hinein), wobei die Verleihungen meistens an zahlungskräftige Ausländer erfolgten. Auch ein paar kleine deutsche Bundesfürsten nutzten im 19. Jahrhundert ihr neugewonnenes Privileg der Adelsverleihung (oder Rangerhöhung bis hinauf in den Grafenstand) zur Aufbesserung ihrer Kassen. So wurde etwa der in Paris lebende Bankier Adolf Wilhelm von Kessler 1881 durch den Fürsten Reuß j. L. in den erblichen Grafenstand erhoben, was von Höfen und Adel im Reich mit Argwohn betrachtet wurde; in dem winzigen thüringischen Fürstentum gab es sonst keine Grafen und die Zwischenstufe des Freiherrnstandes war bei der Erhebung übersprungen worden. Das preußische Heroldsamt erkannte den Grafenstand des Bankiers, der zuvor schon in den einfachen preußischen Adelsstand erhoben worden war, folglich für Preußen nicht an – hier blieb er ein Herr von. Im Königreich Preußen wurde der Grafentitel nur an besonders bedeutende und begüterte, meist uradlige Familien und oft auch bloß als Erstgeburtstitel verliehen, um eine „Inflation“ besitzloser Grafen zu vermeiden. Auch das kleine Herzogtum Sachsen-Meiningen galt als notorischer Titelverkäufer. Hiergegen richtete sich ein durch den Fall Kessler ausgelöstes Geheimabkommen „zur Verhinderung mißbräuchlicher Adelsverleihungen“ vom 26. Oktober 1888 zwischen den Königreichen Preußen, Sachsen, Bayern und Württemberg, dem die übrigen deutschen Bundesstaaten (unter sanftem politischem Druck) bis 1912 sukzessive – wenn auch nicht ohne Widerstände – beitraten.

#### 20. und 21. Jahrhundert
In Europa hat der Adel in vielen Ländern durch die Entwicklung hin zu Republiken, konstitutionellen Monarchien, sozialistischen oder kommunistischen Systemen seine politische Macht als eigener Stand verloren, ist aber aufgrund seines nach wie vor wirksamen Sozialprestiges nach wie vor überdurchschnittlich oft in repräsentativen Führungspositionen vertreten (mehr als in eigentlichen Machtpositionen) und stellte bis in das 20. Jahrhundert hinein eine relativ geschlossene soziale Schicht, heute häufig zumindest noch ein stilbestimmendes soziales Milieu (darin vergleichbar den verschiedenen Schichten des Bürgertums) mit eigenen Lebensformen, Umgangsweisen und differenziertem Standesethos dar. Die Verbände des Adels, wie die Dachorganisation Cilane und die einzelnen Adelsvereinigungen in den europäischen Ländern werden von einem Teil des Adels als Interessenverbände genutzt.
Die Situation des Adels in den verschiedenen europäischen Ländern ist heute sehr heterogen – eine Folge der sehr unterschiedlichen historischen Prozesse in den Ländern:
- In einigen Ländern West- und Nordeuropas erlebt der Adel Kontinuität, trotz aller Veränderungen und dem schrittweisen Teilen und Aufgeben seiner politischen Macht (z. B. Großbritannien und Nordirland, die Niederlande, Belgien, Luxemburg, Norwegen, Schweden, Dänemark, Liechtenstein, Monaco, Spanien). In diesen Ländern stehen Monarchenfamilien als Repräsentanten an der Spitze des Staates, wenn auch zum Teil ohne oder mit stark eingeschränkter Macht (siehe z. B. Verfassungsorgane des Vereinigten Königreichs). Adelige sitzen in Großbritannien und Nordirland im Oberhaus, der Aufstieg in den Adel durch Nobilitierung ist in einigen Ländern noch möglich (z. B. Großbritannien und Nordirland, Belgien, Spanien), und sie sind nach wie vor in Verbänden organisiert (z. B. das schwedische Riddarhuset); Adelige bilden dort selbstverständlich einen Teil der Elite.[45]
- In anderen Ländern Europas hat hingegen ein deutlicher Bruch stattgefunden. Adelige wurden normale Bürger. Unter ihnen sind Länder, die Republiken wurden, z. B. Frankreich, Deutschland (1918/1919) und Italien. In diesen Ländern hat der Adel meist auf einen Schlag seine politische Macht vollständig verloren, hat zum Teil aber noch ein gewisses gesellschaftliches Gewicht, während er sich gleichzeitig in Bezug auf Eheschließungen zunehmend groß- und bildungsbürgerlichen Schichten öffnet.[46] In einigen Ländern wurde sogar das Führen der Adelstitel (als Bestandteile des Familiennamens) untersagt, so in Österreich (Adelsaufhebungsgesetz 1919) oder ab 1918 in der Tschechoslowakei. In Österreich wurde jedoch nicht in das Besitzrecht eingegriffen, außer bei der Regentenfamilie (Habsburgergesetze) und der vormalige österreichische Adel besteht als gesellschaftliche Gruppierung in Form eines breit verflochtenen Verwandtschaftsnetzwerks weiter.
- Schließlich hat der Adel in einigen anderen, vor allem osteuropäischen Ländern einen noch schärferen Bruch durch die Errichtung sozialistischer oder kommunistischer Diktaturen erfahren (Sowjetunion, SBZ/DDR, Polen etc.). Hier wurde der Adel zum Teil vollständig seines Besitzes entledigt, vertrieben, interniert oder erschossen.[47]

In Deutschland spielt heute die Beachtung des Adelsrechts, das auf die Grundsätze des Salischen Rechts zurückgeht, immer noch eine Rolle, insbesondere in den regelmäßig publizierten Bandreihen des Genealogischen Handbuchs des Adels sowie in der Monatszeitschrift Deutsches Adelsblatt, unter der Aufsicht eines „Deutschen Adelsrechtsausschusses“, da die Gestaltungsmöglichkeiten heutigen Namensrechts (Adoptionen, Weitergabe des Namens durch ausgeheiratete Frauen, einbenannte Ehemänner, nichteheliche Kinder, Künstlernamen usw.) zahlreiche Namensträger produzieren, die dem „historischen Adel“ nicht angehören („Scheinadel“). In Österreich hingegen ist durch die Streichung aller Titel 1919 einer solchen „Titelflut“ vorgebeugt; hier zählt allein das Wissen, welche Familien und welche der dazugehörenden Namensträger dem Adel angehören oder angehörten.

##### Ehrenkodex des europäischen Adels
Als Ehrenkodex des europäischen Adels gilt die Resolution zum Verhaltenskodex des Adels, die von den in der C.I.L.A.N.E. (Commission d’Information et de Liaison des Associations Nobles d’Europe) vertretenen offiziellen europäischen Adelsverbänden am 2. September 1989 im portugiesischen Porto verabschiedet wurde und an der sich im 21. Jahrhundert jeder Edelmann und jede Edelfrau messen lassen soll. Folgende Werte gelten als zukunftsweisend, erstrebens- und erhaltenswert:
1. Bei geistig-moralischen Werten sei es gleichgültig, welcher Religion oder philosophischen Weltanschauung der Adelige angehöre, er müsse in jedem Fall andere religiöse oder philosophische Traditionen respektieren und sich zu einem geistigen Erbe bekennen, das der Würde der Person einen hohen Stellenwert beimesse, aber jede Art von Intoleranz und Sektierertum ausschließe. Ferner solle jeder Edle die  Förderung der Menschenrechte unabhängig von Herkunft, sozialer Lage und Rasse verwirklichen helfen und außerdem eine „Kultivierung der Ehrenhaftigkeit und des Sinnes für Ehre [betreiben]; besonders soll darauf Wert gelegt werden, seine Verpflichtungen zu erfüllen und sein Wort zu halten. Den Sinn der Freiheit [ist] darin zu sehen, Herausragendes anzustreben, Verantwortung zu übernehmen und uneigennützig zu dienen.“
2. Die familiären Werte setzen einen weiteren wichtigen Schwerpunkt. Die Familie müsse für jeden Adeligen Ausgangspunkt der Gesellschaft sein, denn nur sie könne Dreh- und Angelpunkt erfolgreichen kontinuierlichen Wirkens zum Allgemeinwohl sein. Gepflegt werden müsse die „Schönheit der ehelichen Liebe“ und die Würde der Ehe, das Ehepaar solle sich außerdem durch „verantwortliche Fruchtbarkeit“ der Zukunft öffnen. Der Schutz des kulturellen Erbes, die Erinnerung an die Verstorbenen, die Erhaltung der Familientraditionen, Familiensolidarität und -sinn, Achtung zwischen den Generationen und Betätigung im Familienverband seien zu fordern.
3. Im Bereich gesellschaftlicher Werte schäle sich aus der traditionellen adeligen Gesinnung der Wunsch heraus, leitende Funktionen auszuüben und den Geist des Dienens aufrechtzuerhalten. Der Adel dürfe nicht der Degeneration anheimfallen, sondern müsse sich berufen fühlen, zu führen und Verantwortung für ein größeres Ganzes zu übernehmen, aber nicht um der eigenen Vorteile willen, sondern zum Wohl Aller. Daher solle jeder Adelige Sprachkenntnisse erwerben und alle anderen Fähigkeiten und Kenntnisse, die ihn zum Führen prädestinieren. Er solle zudem jede Mittelmäßigkeit durch professionelle Ausbildung vermeiden, eine Haltung pflegen, die sich nicht an unmittelbarem Profit und an Macht orientiert, Verantwortung aus der Geschichte entwickeln, Unternehmergeist und Mut zur Opferbereitschaft zeigen, aktiv am Aufbau Europas teilnehmen, Bürgersinn und gemeinwohlorientiertes Handeln praktizieren.
4. Der Erhaltung eines bestimmten Lebensstiles, beinhaltend die Sorge um das Wohlergehen Anderer, insbesondere Schwächerer, der Wahrung der Höflichkeit und Praktizierung ebensolcher Umgangsformen, der Verwurzelung in der örtlichen Gemeinde, der Verbundenheit mit Grund und Boden, dem Heimatsinn und dem berechtigten Nationalstolz müsse ebenfalls Priorität eingeräumt werden. Bei der Berufswahl dürfe nicht auf Prestige und Verdienst, sondern muss auf den Nutzen für die Gesellschaft geblickt werden. Ferner gehöre der Umweltschutz und die Bewahrung der natürlichen Ressourcen ebenso wie die Anerkennung der positiven Rolle des Humors in der Gesellschaft (sic!) zu den Grundpfeilern adeligen Denkens, das als Vorbild für Mitmenschen wirken solle.[48]

## Adel nach Ländern
Die im Folgenden genannten Ländernamen dienen der geographischen, politischen und kulturellen Orientierung, da sich über die Zeit hinweg Reichs- und Staatsgrenzen änderten.

### Europa

#### Belgien
Während der habsburgischen Herrschaft hatte der Adel (der größtenteils Adel aus der Zeit des Heiligen Römischen Reiches war) große politische Bedeutung. Während der Vereinigung mit den Niederlanden (1814–1830) hatte das Land eine ständische Verfassung, nach der der Adel in einer besonderen Kammer des Reichstags saß (Eerste Kamer). Diese wurde nach der Erlangung der Unabhängigkeit abgeschafft und der Adel verlor jede politische Bedeutung, obwohl dem König bis heute das Recht verblieb, Adelstitel zu verleihen, grundsätzlich nicht höher als Graf. Belgier, die in jüngster Zeit in den Adelsstand erhoben wurden, sind z. B. Dirk Frimout (Burggraf, 1986), Ilya Prigogine (Burggraf, 1989), Albert Frère (Baron, 1994), Eddy Merckx (Baron, 1996), Frank De Winne (Burggraf, 2002) und Jacques Rogge (Graf, 2002). Ausländische Adlige, die belgische Untertanen geworden waren, gelten nur dann als adlig, wenn sie durch eine „reconnaissance de noblesse“, meist auf Vorschlag des Raad van Adel/Conseil Héraldique, vom König in den Adel des Königreichs aufgenommen werden. Es gibt in Belgien einen persönlichen und einen erblichen Adel: Der erbliche vererbt sich entweder auf alle Nachkommen oder geht von Mann zu Mann nach dem Recht der Erstgeburt über. Die Rangstufen sind: unbetitelter Adel, Junker (Jonkheer oder Ecuyer), Ritter (Ridder oder Chevalier), Freiherr (Baron oder Baron), Burggraf (Burggraaf oder Vicomte), Graf (Graaf oder Comte), Marquis (Markies oder Marquis), Fürst (Prins oder Prince), und Herzog (Hertog oder Duc).
Der belgische Adel und auch das belgische Königshaus (Sachsen-Coburg und Gotha) zeichnen sich im europäischen Vergleich heute durch noch häufig vorkommende Heiraten innerhalb des heimischen und ausländischen Adels aus. Der belgische König Philippe ist seit 1999 mit Mathilde d′Udekem d′Acoz verheiratet. Ihre dem niederen Adel entstammende Familie wurde anlässlich der Hochzeit in den erblichen Grafenstand erhoben. Philippes Schwester Astrid ist seit 1984 mit Erzherzog Lorenz von Österreich-Este verheiratet, der 1995 unter Anerkennung seiner österreichischen Adelstitel zum Prinzen von Belgien erhoben wurde. Der luxemburgische Erbgroßherzog Guillaume, dessen Großmutter die Schwester zweier belgischer Könige war, heiratete 2012 die belgische Gräfin Stéphanie de Lannoy.

#### Deutschland
Die ältesten Berichte über Adel im Gebiet des heutigen Deutschlands finden sich in der frühestens 98 n. Chr. in Rom erschienenen Germania des Tacitus. Der fränkische Abt Nithard, ein Enkel Karls des Großen, beschreibt 842 im IV. Buch, cap. 2 seiner Geschichte die drei Stände der Sachsen. In fränkischer Zeit entstanden die Stammesherzogtümer. Karl der Große breitete durch die Eroberung von Sachsen das fränkische Grafensystem auf das spätere gesamte Heilige Römische Reich aus.
Im Hochmittelalter verschmolzen die ursprünglichen Edelfreien und die Ministerialen durch das Lehnswesen zur Schicht der Ritterbürtigen, deren bis heute existierende Geschlechter als Uradel bezeichnet werden. Es entstand eine Lehnspyramide, deren Stufen als Heerschilde bezeichnet werden. Aus den Edelfreien des dritten und vierten Heerschilds sowie den Reichsministerialen entstanden im Spätmittelalter und in der frühen Neuzeit die Landesherren. Als 1495 der Reichstag zu einer festen Institution der Reichsverfassung wurde, erhielten die Inhaber großer Reichslehen (Kurfürsten, Fürsten, Herzöge, Grafen sowie die Reichsprälaten) erbliche Sitze und wurden dadurch zu Reichsständen.
Die Verleihung von Adelstiteln an Bürgerliche begann in den deutschen Landen (Deutschland, deutscher Sprachraum) in der Zeit Kaiser Karls IV. nach französischem Vorbild durch die Erhebung von Beamten (vor allem Rechtskundige) in die Adelsklasse (Briefadel). Die Nobilitierung war im Heiligen Römischen Reich ein Vorrecht des Kaisers oder während Thronvakanzen des Reichsvikars. Seit 1806 konnten die Fürsten der Rheinbundstaaten und nach 1815 alle deutschen Landesfürsten Standeserhebungen bis hin zum Grafen vornehmen, die Könige bis in den Fürstenstand. Dies blieb auch nach der Entstehung des Deutschen Kaiserreiches am 18. Januar 1871 bis 1918 so.

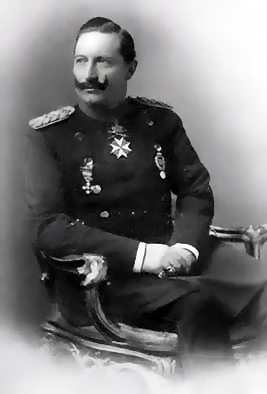
Wilhelm II., letzter deutscher Kaiser

Mit dem Ende des Heiligen Römischen Reichs 1806 kam ein Großteil der bis dahin reichsunmittelbaren Reichsstände durch Mediatisierung unter die Herrschaft von Mitgliedsstaaten des Deutschen Bundes; sie behielten als Standesherren nur noch rudimentäre Sonderrechte; auch der niedere Adel hatte in den meisten Ländern des Deutschen Kaiserreichs kaum noch Sonderrechte. Bis ins frühe 20. Jahrhundert waren aber weite Teile des öffentlichen Lebens, zumal herausgehobene Positionen in Verwaltung, Diplomatie und Militär durch Gepflogenheit Adligen vorbehalten; herausragend befähigte Bürgerliche wurden oft nobilitiert und bildeten einen gesellschaftlich dem Bürgertum näherstehenden, kaum je landgesessenen Offiziers-, Beamten- und Professorenadel. 
Eine Sonderstellung nahm der Hohe Adel ein, die regierenden, vormals regierenden, mediatisierten und gefürsteten Häuser, die in den genealogischen Nachschlagewerken (Gothaischer Hofkalender, Genealogisches Handbuch des Adels, Gothaisches Genealogisches Handbuch) in der Bandreihe Fürstliche Häuser dargestellt werden. Sie haben traditionell einen Chef des Hauses als Familienoberhaupt, der in den Gotha-Artikeln einleitend verzeichnet ist (siehe: Erstgeburtstitel, Ebenbürtigkeit). Gesamthäuser (des hohen wie auch des niederen Adels) sind in der Regel in einem gemeinsamen Wikipedia-Artikel zusammengefasst (ebenso im Gotha), viele von ihnen haben jedoch mehrere Linien, Äste und Zweige gebildet, die auch teils unterschiedliche Adelsränge erreichten (oder, im Hochadel, unterschiedliche Territorien regierten und daher linienweise verschiedene Hauschefs mit jeweiligen Erstgeburtstiteln haben). 
Nach dem Ende der Monarchie wurde in Artikel 109 der Weimarer Verfassung (Verfassung des Deutschen Reiches vom 11. August 1919) bestimmt: „Öffentlich-rechtliche Vorrechte oder Nachteile der Geburt oder des Standes sind aufzuheben. Adelsbezeichnungen gelten nur als Teil des Namens und dürfen nicht mehr verliehen werden.“ Die von den Fraktionen der USPD und SPD in der Nationalversammlung beantragte Formulierung „Der Adel ist abgeschafft“ wurde nach längerer Diskussion am 15. Juli 1919 abgelehnt. Heute leben in Deutschland nach den Angaben der Vereinigung der Deutschen Adelsverbände (VdDA) rund 80.000 Angehörige adliger Familien.
Nach der Abschaffung der Adelsprivilegien hat der Freistaat Preußen 1920 entschieden, dass auch in der Anrede kein Unterschied zwischen Bürgern und ehemaligen Adeligen zu machen sei. Diese Regelung wurde von der Bundesrepublik Deutschland übernommen. Nach heutigem deutschen Protokoll stehen deutschen Staatsbürgern mit ehemaligen Adelstiteln im Namen keine Besonderheiten mehr in Anrede und Schriftverkehr zu. Dies ergibt sich aus dem Gleichheitsgrundsatz des Grundgesetzes. Für ausländische Adelige gilt diese Regelung nicht. Ihnen steht nach deutschem Protokoll eine besondere Anrede je nach Titel zu. Offiziellen Charakter und protokollarische Bedeutung haben damit diese Titel, Rangbezeichnungen und Anreden nur in Ländern, in denen der Adel und seine Vorrechte nicht abgeschafft sind. Eine Verwendung der besonderen Anrede in Bezug auf Deutsche mit einer Abstammung vom historischen Adel oder einem erlangten Namen, der an den historischen Adel erinnert, ist damit rein freiwillig und entspricht nicht dem offiziellen Protokoll.

#### Frankreich
Wie in Deutschland ist der französische Adel ursprünglich aus dem Lehnswesen des Mittelalters entstanden. Der ältere Adel wurde in der Zeit der Bourbonenkönige durch zahlreiche Standeserhöhungen und Einführung des Dienstadels (noblesse de robe) erheblich geschwächt und schließlich durch die Revolution weitgehend ausgelöscht. Napoleon I. schuf mit der noblesse impériale einen neuen Adel und nahm aber gleichzeitig einen Teil des alten Adels in sein System auf. Die kurzlebige 2. Republik hob den Adelsstand auf, Napoleon III. stellte ihn wieder her, doch die 3. Republik schaffte ihn 1870 endgültig ab. Seitdem sind adlige Titel nur noch Namensbestandteil.

#### Heiliger Stuhl
Der Heilige Stuhl (als partikuläres Völkerrechtssubjekt nicht mit dem Staat Vatikanstaat zu verwechseln) kann ebenfalls Adelswürden verleihen, doch wurde dies seit dem Pontifikat Johannes XXIII. nicht mehr praktiziert, obwohl die theoretische Möglichkeit immer noch besteht.
Der Papst ist ein regierender europäischer Monarch (heute im Vatikan, historisch die längste Zeit im Kirchenstaat), wenn auch in einer Wahlmonarchie (wie einst im Königreich Polen) und daher auch in der I. Abteilung der Bandreihe Fürstliche Häuser des „Gotha“ seit jeher mit eigenem Artikel aufgeführt. Als Kirchenfürsten hingegen bezeichnete man im Heiligen Römischen Reich die regierenden geistlichen Fürsten und ferner bis heute die Kardinäle, zu denen im „Gotha“ eine Erläuterung über den Geistlichen Fürstenstand enthalten ist, die jedoch dort nicht namentlich gelistet sind. Die Päpste schufen sich ihren eigenen päpstlichen Adel, aus dem sie häufig selbst hervorgingen.

#### Italien

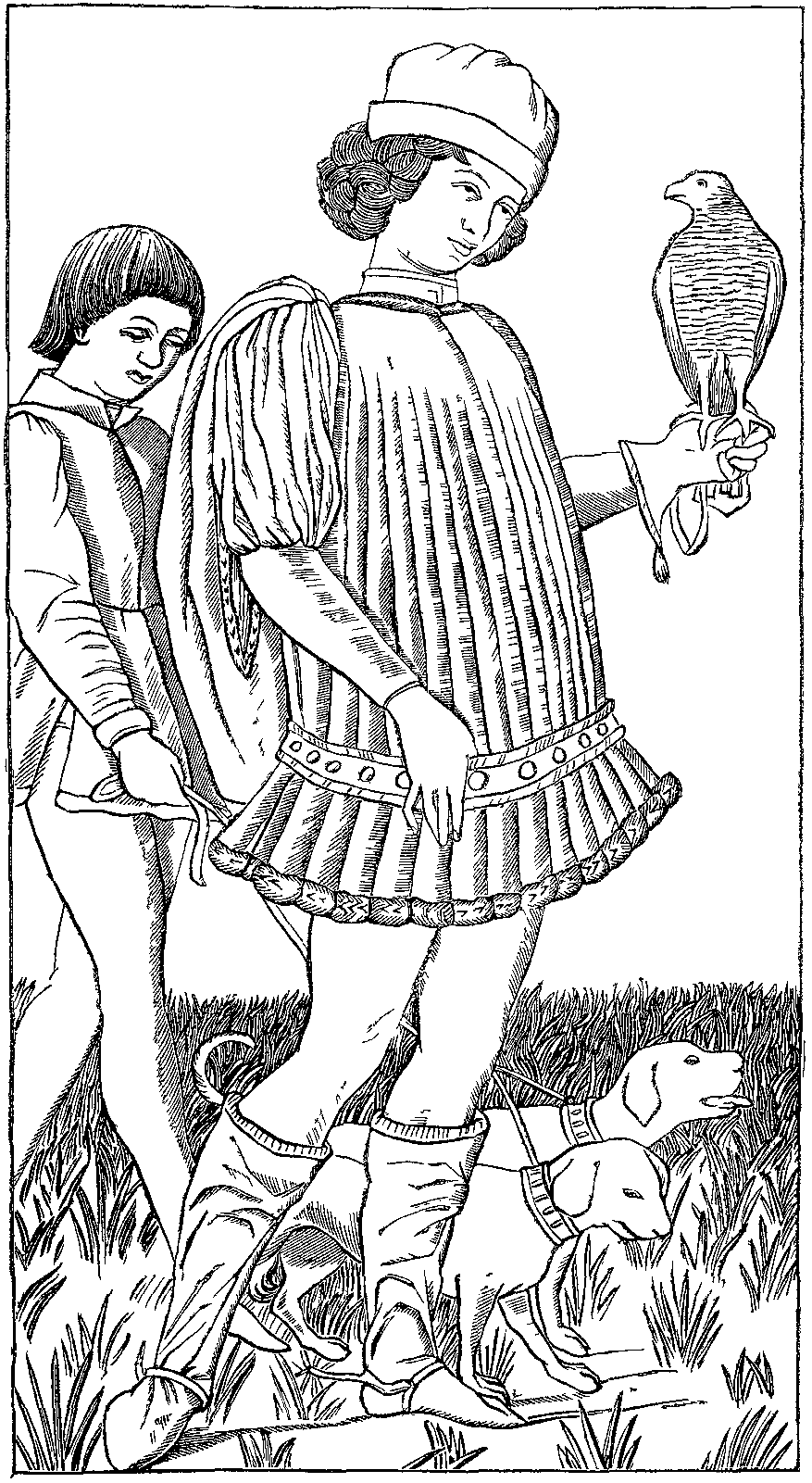
Italienischer Adeliger des 15. Jahrhunderts auf der Jagd mit Falke und Hunden. Gravur von Andrea Mantegna, um 1465.

Das mittelalterliche Lehnrecht in Italien und das italienische Erbrecht unterschieden sich erheblich vom fränkischen; daher ist der italienische Adel nur bedingt mit dem französischen oder deutschen vergleichbar. Aber auch der italienische Landadel entwickelte sich aus dem Lehnswesen, dabei besaß Italien im Gegensatz zu anderen europäischen Staaten auch eine starke Klasse des Stadtadels, die Signoria. Kennzeichnend für die Entwicklung des italienischen Adels war, dass die mittelalterlichen Grafschaften und Baronien recht klein waren, so dass die späteren Marquis und Grafen oft über nur unbedeutenden Landbesitz verfügten.
Eigentlich erst im Königreich Italien (1861–1946) kann von „Adel“ im Sinne der traditionellen „Adelsforschung“ gesprochen werden. Im 19. Jahrhundert gab es dann auch in Italien Rangstufen ähnlich wie in Deutschland, Frankreich, Großbritannien, Spanien: Fürst (Principe), Herzog (Duca), Markgraf (Marchese), Graf (Conte), Vizegraf (Visconte), Baron (Barone), Ritter (Cavaliere), Patrizier (Patrizio) und Edler (Nobiluomo). Wegen der hohen Zahl der betitelten Adligen im alten Stadt- und Landadel hat sich ein Kleinadel kaum entwickeln können. Mit dem Ende der Monarchie wurden die Adelstitel in Italien 1946 abgeschafft. König Umberto II. verlieh aus dem Exil bis zu seinem Tod Adelstitel, deren Gültigkeit unter den Nachfahren der vor 1946 Nobilitierten umstritten ist.
Nobilhòmini
Nicht mit dem traditionellen Adel vergleichbar sind die sogenannten venezianischen Nobili, die präzise Nobilhòmo (Venezianisch: Nobilòmo oder Nobiluomo) genannt werden müssen: Sie waren Kaufleute, und zwar aus jenen Familien, die zum venezianischen Parlament, dem Großen Rat, seinen Gremien und Regierungsämtern zugelassen waren und den Dogen und alle anderen Regierungsbeamten aus ihren Reihen wählten. Diese Nobili unterschieden sich ansonsten nicht von den reichen venezianischen Patrizierfamilien, die nach der Erweiterung des Großen Rates 1297 (üblicherweise falsch als Serrata = Verschluss bezeichnet) dazu keinen Zugang mehr hatten. Sie hatten daher eine Eigenständigkeit und ein Selbstbewusstsein, das jedem Monarchen ein Dorn im Auge sein musste, waren sie doch keine Lehnshintersassen eines Herrschers. Daher setzten Napoleon und die Habsburger Kaiser während ihrer Herrschaft über Venedig alles daran, aus den venezianischen Nobilhòmini Vasallen zu machen. Kaiser Franz I. von Österreich hatte nach der Wiederinbesitznahme Venedigs das Wort Nobilòmo abermals unter Strafe gestellt, wie es schon 1798 geschehen war.

#### Liechtenstein
Im Fürstentum Liechtenstein existiert ein (kleiner) Landesadel, welcher größtenteils aus den Familien von in liechtensteinische Dienste getretenen Ausländern sowie morganatischen Nachkommen des Fürstenhauses besteht. Adelsverleihungen und Standeserhöhungen sind selten, aber grundsätzlich möglich. Die letzte Nobilitierung wurde 1979 durch Fürst Franz-Josef II. vorgenommen.

#### Luxemburg
Neben der großherzoglichen Familie gibt es in Luxemburg keine Fürsten- oder Herzogsgeschlechter. Gemäß Luxemburger Verfassung besitzt der Großherzog das Recht „de conférer des titres de Noblesse“ (der Verleihung von Adelstiteln). Auch heute noch werden vom Großherzog Erhebungen in den Adelsstand vorgenommen. Zumeist handelt es sich jedoch um Nobilitierungen im Familienkreis. So wurde der Neffe der Großherzogin Charlotte, Gustaf Lennart Nicolaus Paul Bernadotte, im Jahre 1951 zum „Comte de Wisborg“ nobilitiert (siehe zum Beispiel: Thronfolge in Schweden).

#### Niederlande
Die Herkunft des Adels und die Entwicklung und späterer Verlust seiner Privilegien verliefen in ähnlichen Bahnen wie in Belgien. Ursprünglich war der Adel in den Landadel und das Stadtpatriziat aufgeteilt und hatte anfangs die Macht in den Händen, diese ging jedoch durch die Einführung der Republik im Jahre 1795 verloren. Im Jahre 1807 versuchte der zeitweilige König von Holland Louis Bonaparte den Adel mit seinen Titeln, Prädikaten und Privilegien wieder aufleben zu lassen, welches jedoch auf energischen Widerstand seines Bruders Napoleon Bonaparte stieß. Die niederländische Verfassung von 1848 schaffte endgültig alle Adelsprivilegien und das königliche Vorrecht der Nobilitierung ab. Der heutige niederländische Adel besteht vor allem aus Landbesitzern. Traditionell hat der Adel auch einige Funktionen am Hofe inne.
Der niederländische Adel ist nicht untituliert. Ein Namensbestandteil van oder de ist in aller Regel kein Hinweis auf einen adligen Namen. Die Rangstufen vom niedrigsten Titel sind: Junker (Jonkheer) (Bsp.: Jonkheer van Amsberg ist ein adliger Name, Dhr. Van Vollenhoven ist bürgerlich), Ritter (ridder), Baron (baron), Burggraf (burggraaf), Graf (graaf), Herzog (hertog), Prinz (prins).

#### Österreich
Der Adel in den zum Heiligen Römischen Reich zählenden Habsburgischen Erblanden war bis 1806 nach den im Reich geltenden Bestimmungen verfasst. Die habsburgischen Herrscher verliehen so als römische Kaiser Reichsfürstentitel an herausragende Adelshäuser der Donaumonarchie. Seit 1806 galten die für das 1804 gegründete Kaisertum Österreich vom jeweiligen Monarchen festgelegten Statuten. Im Königreich Ungarn, bis 1867 Teil des Kaisertums, galten außerdem die ungarischen Adelsregeln, in den anderen Kronländern auch die dort überlieferten Regeln (Galizien: polnische Regeln; kroatische, italienische, böhmische Regeln). Nach dem Ende der Habsburger Monarchie wurden in ihren Nachfolgestaaten, Deutschösterreich bzw. nachfolgend Republik Österreich und in der Tschechoslowakei nach 1918 die Adelstitel abgeschafft. Mit dem österreichischen Adelsaufhebungsgesetz von 1919 wurde der Adel explizit aufgehoben und das Führen von Adelsbezeichnungen unter Strafe gestellt.

#### Polen
Der polnische Adel war ursprünglich eine reine Kriegerkaste und schuf im Kampf mit der Königsmacht etwas Einzigartiges in ganz Europa: Die sogenannte Adelsrepublik. Bis zum Anfang des 16. Jahrhunderts hatte der polnische Adel keine Familiennamen, abgesehen von ein paar ganz alten, noch aus der heidnischen Zeit stammenden, Sippschaftsnamen oder beschreibenden Beinamen. Man fügte dem Taufnamen lediglich den Namen des Besitzes oder Landgutes mit der Präposition z, de hinzu, welche dasselbe bedeutete, wie das deutsche von (z. B. Jurand ze Spychowa, Jurand de Spychowo = Jurand aus / von Spychowo). Erst nach 1500 verbreitete sich die Sitte, diese in Eigenschaftswörter mit der Endung -ski, -cki oder -icz zu verwandeln. Hinter dem Namen wurde, falls vorhanden, noch die Wappengemeinschaft genannt: Longin Podbipięta herbu Zerwikaptur.
Mit den Teilungen Polens wurde die Adelswürde des größten Teils des untitulierten Adels in den drei Teilungsgebieten nicht anerkannt (jedoch ihre polnische Adelswürde haben diese Familien nie verloren), da dieser seine adelige Herkunft nicht ausreichend nachweisen konnte (dies war auch sehr kostspielig) oder aus Stolz vor dem Besatzer dies nicht tun wollte. Der Hochadel dagegen behielt seine Privilegien und bekam seine Fürstentitel durch die Teilungsmächte bestätigt. Der sogenannte Mitteladel bekam von diesen die ersehnten Grafentitel und die Erlaubnis, Fideikommisse zu gründen. Im wiedergegründeten Polen von 1918 wurde der Adel schließlich 1921 abgeschafft und der Gebrauch von Titeln verboten. Die Verfassung von 1935 hob das Verbot zwar wieder auf, doch schon 1945 wurde der Adel durch Wiedereinführung der Verfassung von 1921 endgültig abgeschafft und die Landgüter in einer Agrarreform entschädigungslos verstaatlicht und parzelliert. Heute haben sich die ehemaligen polnischen Adelsfamilien wieder organisiert und pflegen ihre Geschichte und Brauchtum.

#### Portugal
In Portugal wurde der erbliche Adel erst im 14. Jahrhundert unter König Johann I. geschaffen, der auch den Herzogstitel einführte. König Alfons V. fügte die Titel des Marquis, Vicomte und Baron hinzu. Diese Häuser bildeten den Hochadel, der Gerichtsbarkeit ausüben durfte. Der niedere Adel bestand aus den Fidalgos, den Rittern und den Rechtsgelehrten (doutores oder letrados). In der Zeit dieses Königs begann auch die Bildung der Majorate (morgados).
Sebastião José de Carvalho e Melo, Marquês de Pombal, der Premierminister von König Joseph I. (der von 1750 bis 1777 regierte), schuf ein Gegengewicht zum alten Adel, den Briefadel. Er bestand aus Grundbesitzern, Kaufleuten und Gelehrten. Die adlige Gerichtsbarkeit wurde im Jahre 1790 abgeschafft. Während der liberalen Revolution (1820/21) verlor der Adel alle Vorrechte.
Am 5. Oktober 1910 wurde die Republik Portugal ausgerufen; der Adel wurde abgeschafft.

#### Russland
Der russische Adel (Dworjanstwo) war eine Mischung: Neben dynastischen Geschlechtern, Nachkommen des Rjurik, des Gediminas und uralter kaukasischer Fürstengeschlechter standen Söhne des niedersten Volkes, neben ethnischen Russen eine internationale Gesellschaft aus Angehörigen der eingegliederten Völker und Einwanderern verschiedener Nationalitäten. In alter Zeit galten in Russland die Bojaren als Adel. Deren Titel waren aber nicht erblich und sie hatten auch keinen festen Grundbesitz. Die Stellung des Adels wurde durch einen Ukas Peter I. vom 24. Januar 1722 geregelt, der eine Rangtabelle (Rangtafel) der Staatsdienerklassen schuf. Peter führte auch die Grafen- und Baronenwürden ein. Es gab ab nun den persönlichen und den erblichen Adel. Im Laufe des 18. Jahrhunderts wurden die Rechte und Privilegien des Adels erheblich erweitert. Gleichzeitig erhielt der Adel 1785 unter Katharina der Großen totales Verfügungsrecht über die ihm untertanen Bauern. Dieses wurde erst unter Zar Alexander II. geändert.
Die Oktoberrevolution des Jahres 1917 schaffte den Adel ab (Dekret vom 10.jul. / 23. November 1917greg.), viele Adlige wurden verfolgt, inhaftiert und erschossen. Erst nach 1991 wurden Adelsverbände und Organisationen der adligen Traditionspflege wieder erlaubt. Als soziale Schicht existiert der russische Adel aber nicht mehr.

#### San Marino
Die kleine Republik San Marino verlieh noch in den 1970er Jahren Adelstitel, weniger an Inländer als an Ausländer für „Verdienste um den Staat“, häufig aber eher für Geld. 1980 wurde die Verleihung des Adels abgeschafft.

#### Schweiz
Im Hochmittelalter entwickelte sich der Adel aus Edelfreien und Ministerialen wie im übrigen Reich. Viele Familien übten eigene Gerichtsbarkeit aus, manche erlangten eine hochadelige, dynastische Stellung wie die Habsburger, Kyburger, Lenzburger, Thiersteiner, Rapperswiler, Toggenburger oder Werdenberger. Doch schon im Spätmittelalter gab es kaum noch Hochadel im Gebiet der heutigen Schweiz, denn die Habsburger gingen nach Österreich und verloren ihre Stammgebiete durch die Schweizer Habsburgerkriege, die übrigen Dynastengeschlechter starben meist schon im 15. Jahrhundert aus; die Lehnsbindung vieler Ministerialengeschlechter an die Zähringer und die Staufer endete mit deren Aussterben. Die Lehnsbindung an die Bischöfe nahm ebenfalls ab und endete oft mit der Reformation und der Loslösung der Hochstifte von ihren Landesherren.
Die ehemaligen Ministerialen der Hochadelsgeschlechter und der Bischöfe ließen sich oft in den aufstrebenden Städten nieder, die teilweise Freie und Reichsstädte waren. Im Spätmittelalter entwickelte sich in den – vom 13. bis 15. Jahrhundert sich emanzipierenden – Reichsstädten ein eidgenössisches Patriziat, das sich zusammensetzte aus stadtsässig gewordenem Landadel (ehemalige Ministerialen), wohlhabend gewordenen Kaufmannsfamilien und bürgerlichen Notabeln; diese „ratsfähigen“ Familien, die den herrschenden Kleinen Rat in den Reichsstädten monopolisierten, nannten sich meist nur „die Geschlechter“; seit dem 16. Jahrhundert kam dafür die Bezeichnung Patrizier auf. Im 16. Jahrhundert ging der Adel im Gebiet der heutigen Schweiz weitgehend im Patriziat auf. Durch städtischen und ländlichen Grundbesitz, Teilhabe an der Herrschaft in den Räten, Konnubium und adelig-höfische Lebensweise (teilweise auch Burg- und Lehenbesitz und/oder Adelsbriefe) verstand sich dieses Patriziat als „Stadtadel“ und schloss sich vor allem um 1500 sehr deutlich sozial vom städtischen Bürgertum und der ländlichen Bauernschaft ab. Diese Patrizier erwarben häufig Landsitze oder Grundherrschaften mit eigener Gerichtsbarkeit, erbauten sich Schlösser oder Herrenhäuser (die in Bern „Campagnen“ genannt wurden) und näherten sich damit einer aristokratischen Lebensform an. In den Städten beherrschten sie den Kleinen Rat, das eigentliche Machtzentrum, und schotteten sich im Grossen Rat von den weniger wohlhabenden Aufsteigerfamilien ab; Zünfte und Handwerkerschaft wurden häufig von der Macht verdrängt.
Das Verhältnis unterschiedlicher „ratsfähiger“ Gruppen (ritterliche Ministeriale, bürgerliche Fernhändler und Großkaufleute, bisweilen auch einfache Kaufleute) untereinander sowie zu den Handwerkern war in den einzelnen Städten unterschiedlich geregelt; die städtischen Unterschichten hatten hingegen keinerlei Teilhabe an der Macht. In Zürich beispielsweise regelte die Brunsche Zunftverfassung (1366–1798), dass eine bestimmte Zahl an Adeligen am Stadtregiment beteiligt sein mussten und dass die Gesellschaft der Constaffel (Adel und Grosskaufleute) den ersten Rang unter allen im Stadtrat vertretenen Genossenschaften haben sollte. In den von den Reichsstädten beherrschten Flächenstaaten (und späteren Kantonen) erwarben die wohlhabenden Kaufleute oft auch alte ländliche Grundherrschaften und verstanden sich damit zugleich als Landadel. In kleineren, nicht reichsunmittelbaren Städten waren die Übergänge der Schichten jedoch eher fließend.
Manche der bürgerlichen Patrizierfamilien erhielten in der Neuzeit einen Adelsbrief durch den römisch-deutschen Kaiser oder durch ausländische Monarchen, in deren Dienste sie traten. Der Unterschied zum Landadel bestand darin, dass die Patrizier überwiegend vom Fernhandel lebten, während die Abgaben der Hintersassen auf den Landgütern nur eine untergeordnete Rolle spielten, ähnlich wie in manchen anderen deutschen Reichsstädten, etwa beim Nürnberger Patriziat. Eine Besonderheit der Schweiz lag jedoch in dem sehr verbreiteten Engagement im zunehmend lukrativen Söldnerwesen. Seit dem Spätmittelalter stellten viele der Patrizier Schweizer Söldnertruppen zusammen, sogenannte Reisläufer, die bis ins 16. Jahrhundert als besonders effektive Kampfkräfte galten und mit denen sie im Dienst ausländischer Monarchen oft hohe Einnahmen durch Sold und Kriegsbeute erzielten.
Da die Schweiz bis zum Westfälischen Frieden 1648 offiziell Teil des Heiligen Römischen Reichs war, verlieh der Kaiser den Reichsadelsstand nicht selten auch an Schweizer Geschlechter, namentlich an viele landsässig gewordene Patrizier oder an Offiziere in kaiserlichen Diensten, sowohl vor als auch nach 1648. Mit dem Ausscheiden der Schweiz aus dem Heiligen Römischen Reich 1648 begann das dort gehandhabte Adelsrecht von demjenigen im Alten Reich abzuweichen. Die Kompetenz, in adelsrechtlichen Fragen Recht zu sprechen, Nobilitierungen vorzunehmen und entsprechende Satzungen zu erlassen, lag nun nicht mehr beim römisch-deutschen Kaiser, sondern bei den Räten der jeweiligen Städte bzw. Kantone. Die Führung bestimmter Titel oder auch des „von“ als Teil des Familiennamens, des unterschiedlichen Ranges einzelner Gruppen und andere Vorrechte waren dementsprechend regional unterschiedlich geregelt. Im Kanton Wallis zum Beispiel wurden alle Vorrechte des Adels 1634 abgeschafft. Wenige Jahre nach der Loslösung vom Reich schufen etwa Bern und Fribourg eigene gesellschaftliche Rangordnungen. In der Stadt und Republik Bern waren seit dem Spätmittelalter viele adlige Grundherren aus dem großen Berner Flächenstaat mit den wirtschaftlich aufgestiegenen Bürgerfamilien im Berner Patriziat zu einer Städtearistokratie verschmolzen, die die Macht bis zum Jahre 1798, der französischen Invasion, ausübte. Zugehörigkeit zum Berner Patriziat und der Gebrauch unterschiedlicher Rangstufen wie „Wohledelvest“ und „Edelvest“ waren seit 1651 durch Satzungen und Ratsbeschlüsse geregelt. Zudem erwarben Angehörige des Berner Patriziats in den von Bern verwalteten Gebieten Grundherrschaften, die teilweise mit dem Recht zur Führung eines Adelstitels verbunden waren oder jedenfalls so interpretiert wurden (siehe auch: Patriziat (Bern), Adelsrecht in der Schweiz). Bürgerliche Ratsfamilien setzten sich dann Adelskronen über ihre Wappen und nannten sich etwa „Frisching von Rümligen“, ohne formell durch Adelsbriefe geadelt worden zu sein.
Auch nach 1648 verliehen ausländische Mächte wie das Heilige Römische Reich, Frankreich, Preußen oder der Heilige Stuhl Adelstitel an in ihren Diensten stehende Schweizer; so wurde das alte Berner Ministerialen- und Patriziergeschlecht von Erlach 1712 in den Reichsgrafenstand erhoben. Im bis 1848 von Preußen in Personalunion regierten Neuenburg wurden zudem bis ins 19. Jahrhundert viele Patrizierfamilien in den Briefadel aufgenommen. Dass manche Ratsfamilien auf diese Weise ausländische Adelsbriefe oder gar Adelsränge wie Freiherr oder Graf erwarben, sorgte bei den übrigen Ratsfamilien allmählich für Unmut. 1783 erließ daher der Grosse Rat von Bern ein Dekret, wonach allen regimentsfähigen geschlechteren von Bern erlaubt und freigestellt sei, das Adelsprädikat („von“) zu führen. Davon machten bis 1798 aber lediglich 16 der regierenden Geschlechter durchgehenden Gebrauch, darunter die genannten Frisching. Traten Angehörige von Schweizer Adelsfamilien in fremde Militärdienste (zum Beispiel in die des Vatikans oder Frankreichs und Preußens), so führten sie dort in der Regel ihre Rangtitel wie Freiherr oder Graf. Die 1792 beim Tuileriensturm durch die Sansculotten getöteten Angehörigen der Schweizergarde waren zu 90 % schweizerische Adlige.
Eine besondere Rolle spielte der Adel des 1367 gegründeten Freistaats der Drei Bünde, einer Art Adelsrepublik, die sich vom alten Hochstift Chur abgelöst hatte, dessen Ministerialenfamilien dort die führende Rolle übernahmen. Der Freistaat verblieb bis zu seinem Ende 1798 im Heiligen Römischen Reich, war aber zugleich seit 1497 ein Zugewandter Ort der Alten Eidgenossenschaft. Diese Familien (wie die von Salis und von Planta) unterhielten oft Verbindungen zu den österreichischen Habsburgern, aber auch zu Venedig und Frankreich; die Drei Bünde verfolgten eine eigenständig taktierende Außenpolitik.
Formell verloren die „Gnädigen Herren“ in den Städten der Schweiz ihre Macht vorübergehend mit der Helvetischen Republik und definitiv mit den liberalen Revolutionen in den 1830er und 1840er Jahren (Regeneration 1831 und Sonderbundskrieg 1847). Die ehemaligen Patrizierfamilien spielten aber noch bis zum Beginn des 20. Jahrhunderts eine wichtige wirtschaftliche und gesellschaftliche Rolle.
Rechtlich oder gesellschaftlich haben Adel und Patriziat in der egalitären Schweiz heute keine Bedeutung mehr, auch wenn manche dieser Familien ihre historischen Erinnerungen pflegen. Die Führung der Prädikate und Titel ist ganz dem persönlichen Ermessen überlassen, jedoch können Titel wie Graf oder Freiherr nicht in amtliche Schriften eingetragen werden, sondern lediglich das Prädikat „von“. Es ist allerdings in der Schweiz nicht ganz einfach, alten Adel (z. B. die Grafen von Erlach, Grafen von Hallwyl, Freiherren von Bonstetten, Herren von Salis, von Planta u. a.), neuzeitliches, briefadeliges Patriziat (von Graffenried, von Wattenwyl) und die häufigen nicht-adeligen Herkunftsnamen (von Gunten, von Siebenthal, von Wartburg usw.) zu unterscheiden. Als Synonym zu „von“ wird in der Westschweiz „de“ verwendet, wie de Reyff, de Watteville etc.
Zu den einzelnen Geschlechtern: siehe Kategorie:Schweizer Adelsgeschlecht

#### Skandinavien
Dänemark
Die Anfänge des dänischstämmigen Adels im Lande gehen auf die Bildung der Königsgarde, der Hauskerle zurück, die ein Adel kriegerischen Gepräges war. Die ersten Privilegien des Adels wurden ihm von König Knut VI. im 12. Jahrhundert verliehen, der den Adel und die Geistlichkeit zu privilegierten Ständen gegenüber dem Bürger und dem Bauern erhob, wodurch die nordische Freiheit und Gleichheit zurückgedrängt wurde. Die Vorrechte des Adels vermehrten sich noch, nachdem der schleswig-holsteinische Adel, der bedeutende Privilegien genoss, nach der Thronbesteigung der Oldenburger, zahlreich in Dänemark eingewandert war. Diese Vorherrschaft des Adels im Staate dauerte bis 1660. In diesem Jahre wurde König Friedrich III. (Frederik III.) von den Ständen Geistlichkeit und Bürgerschaft zum absoluten Herrscher im Lande erklärt: Der alte Adel behielt nur seine soziale Bevorzugung, musste sie aber seit 1671 mit dem neugeschaffenen Hofadel teilen. König Christian V. führte seit diesem Jahre sehr zahlreiche Nobilitierungen und Standeserhöhungen von Bürgerlichen und naturalisierten Fremden durch, welche den königstreuen Hofadel bildeten. Die neue Verfassung von 1849 hob dann die letzten dem Adel noch verbliebenen Vorrechte auf.
Heute bestehen in Dänemark noch etwa 225 Geschlechter, von denen ein Drittel naturalisierter, ausländischer Herkunft ist. Es gibt drei Rangstufen: unbetitelter Adel, Freiherren und Grafen. Das Staatsoberhaupt führt keine Nobilitierungen oder Standeserhöhungen mehr durch.
Finnland
Der Großteil des finnischen Adels stammt aus der schwedischen Bevölkerungsgruppe und hat seinen Ursprung in der Zeit vor 1809, als Finnland Teil Schwedens war. Auch im darauf folgenden Großfürstentum Finnland unter dem russischen Zaren behielt der Adel bis zum Jahre 1906 seine Stellung als einer der vier Stände des finnischen Landtages und die Befugnis, an der Gesetzgebung und Steuerbewilligung teilzunehmen. Der Zar erhob auch zahlreiche verdiente Persönlichkeiten in den Adelsstand, zuletzt General August Langhoff, der 1912 zum Freiherrn ernannt wurde.
Für den alten und neuen Adel besteht (wie in Schweden) ein Ritterhaus, einst eine besondere Kammer des Parlaments, heute mehr eine traditionspflegende Vereinigung. Nur wenige Adlige sind Grundbesitzer. Die meisten Söhne des finnischen Adels dienten während der Zeit des Großfürstentums in der russischen Armee (vgl. Gustaf Mannerheim). Die Anzahl der Geschlechter beträgt heute etwa 200. Es gibt drei Rangstufen: unbetitelter Adel, Freiherren und Grafen.
Norwegen
In Norwegen hat sich aus seiner unmittelbaren Gefolgschaft, dem Hirð zunächst ein Lehnsadel entwickelt. Im Mittelalter standen die vom König nominierten Jarle und die von ihm eingesetzten Lehnsmänner an der Spitze einzelner Landschaften. Einige dänische Adelsgeschlechter wanderten während der Personalunion mit Dänemark (1397–1814) nach Norwegen ein. Größerer adliger Landbesitz ist in Norwegen nur durch zwei Güter repräsentiert, die Grafschaft Jarlsberg und die Baronie Rosendal.
In § 108 des norwegischen Grundgesetzes von 1814 wurde die Errichtung neuer Grafschaften, Baronien, Stammhäuser und Fideikommisse untersagt. 1821 wurde mit Gesetz bestimmt, dass, wer seinen Adelstitel nicht bis zum nächsten ordentlichen Storting mit gesetzlichen Dokumenten nachgewiesen habe, diesen verliere. Heute gibt es noch einige wenige adlige Familien.
Schweden
Der schwedische Adel entstand im Zeitraum von der Mitte des 11. bis zur Mitte des 13. Jahrhunderts während ständiger Fehden zwischen verschiedenen Königsgeschlechtern und entwickelte sich aus dem freien Bauerntum. 1279 wurde die Steuerfreiheit des Adels und seine Dienstpflicht in der Kavallerie im Statut von Alsnö festgelegt. Es gab damals noch keine Unterscheidung des Adels in hohen und niederen. Erst Erich XIV. machte bei seiner Krönung im Jahre 1561 die mächtigsten und begütertsten Edelleute zu Grafen und Freiherren, so dass ein hoher und ein niederer Adel entstanden. Christina I. vermehrte den niederen Adel um etwa 400 Familien. König Gustav II. Adolf vereinigte den Adel in einem Ritterhaus. Die letzte Nobilitierung fand 1902 durch König Oskar II. statt.
2004 gab es noch etwa 619 schwedische Adelsgeschlechter, davon 46 Grafenhäuser, 124 Freiherrenhäuser und 449 adlige Häuser, mit zusammen etwa 28.000 Personen. Ihr Versammlungsort ist das Riddarhuset in Stockholm.

#### Spanien
In Spanien hob die Verfassung von 1837 in ihren Artikeln 4 bis 6 sämtliche Adelsprivilegien auf und stellte Adel und Bürgertum rechtlich gleich; Artikel 47 ermöglichte dem König aber weiterhin die Verleihung von Titeln. Beides gilt auch heute unter der Verfassung des Königreichs Spanien von 1978, ersteres nach dem Gleichheitsgrundsatz in Artikel 14, letzteres als Ausfluss der Staatsform der parlamentarischen Monarchie.
Zwischenzeitlich gab es aber andere Rechtsordnungen: Die Erste Spanische Republik von 1873 hob Titel und Oberhaus auf. König Alfons XII. stellte 1875 die Adelsränge wieder her. Die Verfassung der Spanischen Republik von 1931 hob sie wieder auf. Unter Francisco Franco wurden die Titel im Jahre 1948 wieder eingeführt.
Die Granden von Spanien (spanisch Grandes de España)
Granden sind die Inhaber des Grandentitels, der vom König verliehen wird. Er ist in aller Regel, aber nicht notwendig an einen Adelstitel gebunden und wird vom Monarchen erblich verliehen. Der Grandentitel verschafft seinen Inhabern den protokollarischen Vortritt vor anderen Adligen und einige wenige zeremonielle Rechte.
Der alte Adel wurde unter den Königen Karl III. und Karl IV. durch viele Nobilitierungen erheblich geschwächt. König Joseph Bonaparte schaffte den Grandentitel ab; nach der Rückkehr der Bourbonen wurde er wieder eingeführt. 1834 wurde den Granden Sitze in der Estamento de Próceres (Kammer der Pairs) eingeräumt, die aber nur bis 1836 existierte. Die Spanische Verfassung von 1837 hob die Vorrechte der Granden, wie des Adels insgesamt, auf. Ein empfindlicher Stoß gegen die Position der Granden war die von den Cortes verfügte Abschaffung der Majorate im Jahre 1855: Für viele Familien führte sie zum Ruin, andere arbeiteten sich auf dem Gebiet des Handels, des Gewerbes und der Kunst wieder empor. Anfang des 20. Jahrhunderts lebten etwa 200 Grandenfamilien in ungesicherten Verhältnissen und hatten nicht einmal das Recht, ihre alten Titel zu führen, denn bei jedem Übergang des Titels vom Vater auf den Sohn mussten hohe Abgaben an den Fiskus entrichtet werden, was die finanziellen Möglichkeiten der meisten Geschlechter überstieg. Während der alten Monarchie bis 1931 waren 392 Granden im spanischen Staatskalender aufgeführt, von denen nur 35 ausreichenden Vermögensstatus hatten, um ihren Sitz im Senat einnehmen zu können. 1931 wurde die Grandenwürde mit dem Adel insgesamt abgeschafft. Dem Spanischen Bürgerkrieg fielen manche Granden zum Opfer, von ihren Nachfahren verschwanden etliche spurlos in der Bevölkerung. 1948 lebte die Grandenwürde wieder auf, ohne aber ihren Trägern andere als rein zeremonielle Rechte einzuräumen.
 Titulierter Adel (spanisch Titulados)
Er besteht aus folgender Rangfolge der Adelstitel: Principe (Fürst), Duque (Herzog), Marqués (Markgraf), Conde (Graf), Vizconde (Vizegraf) und Barón (Baron). Der Titel Don/Doña, ursprünglich dem König und der Königin vorbehalten, wird heute für alle Standespersonen als Höflichkeitsbezeichnung verwendet und vor den Vornamen gesetzt, informell aber auch für angesehene Bürgerliche verwendet. Wie beim britischen Adelsprädikat Sir/Dame wird ein Titelträger mit Don/Doña und Vorname angeredet, zum Beispiel Don Alfonso.
Nobilitierungen und Standeserhöhungen werden durch den König vorgenommen; zum Beispiel erhob König Juan Carlos I. seinen ersten Ministerpräsidenten Adolfo Suárez zum erblichen Herzog, den Künstler Salvador Dalí zum Marqués de Púbol und den Komponisten Joaquín Rodrigo zum Marqués de los Jardines de Aranjuez. Im Jahre 1992 existierten 4 Titel für die königliche Familie, 404 Grandentitel von Spanien und 2.351 Adelstitel. Da einige Träger mehrere Titel auf sich vereinen, gibt es weniger Personen als Titel (zum Beispiel führte die 18. Duquesa de Alba insgesamt 50 Titel). Es gibt sowohl erbliche Adelstitel als auch persönliche, die mit dem Ableben des Trägers erlöschen. Die Adelstitel stehen unter staatlicher Kontrolle; die Übertragung eines erblichen Titels muss vom rechtmäßigen Erben beantragt werden. Die Adelstitel vererben sich nach jüngster Reform in absoluter Primogenitur, ohne Ansehung des Geschlechts, an das jeweils älteste Kind, sofern sie nicht bei Lebzeiten mit Genehmigung des Monarchen an Nachfahren abgetreten werden; auf diese Weise können lange Titularketten auch auf mehrere Erben aufgeteilt werden.
 Untitulierter Adel (spanisch Hidalgos)
Der niedere, untitulierte Adel besteht aus den Ständen der Hidalgos (katalanisch Ciudadnos oder Burgueses honrados) sowie den Caballeros und Escuderos, die unter der Bezeichnung Hidalgos zusammengefasst werden. Der Geblütsadel bzw. historische Ritterstand der Hidalgos – hidalgos de sangre – kann nur durch adelige Geburt erlangt und vom König auch nicht verliehen werden. Die Hidalgos stellen eine regional teilweise sehr zahlreiche Bevölkerungsgruppe dar. Da sie aber keine Titel führen und die Privilegien des Adels seit 1837 aufgehoben sind, ist ihre Adelszugehörigkeit eine rechtlich bedeutungslose historische Erinnerung. Daher unterliegen die Hidalgos auch keiner direkten staatlichen Kontrolle. Ihre Nachkommen haben sich aber in der Königlich Spanischen Adelskorporation, der Real Asociación de Hidalgos de España zusammengeschlossen, die über die Einhaltung des historischen Adelsrechts wacht. Die Mitglieder werden persönlich in einer Adelsmatrikel geführt. Dieser Adelsverband ist Mitglied im Dachverband der europäischen Adelsverbände (C.I.L.A.N.E.).

#### Tschechien
Im Königreich Böhmen wurde traditionell zwischen dem Böhmischen Herrenstand und dem landbesitzenden Ritterstand unterschieden. Dem Herrenstand gehörten um 1500 nur 30 Familien an, die im Böhmischen Landtag die Geschicke des Landes führten. Sie unterstanden einer privilegierten Gerichtsbarkeit, genossen persönliche Steuerfreiheit und anderes. Diese kleine Gruppe führender Familien hatte eine staatsrechtliche Stellung, die weit über die des Adels in anderen Ländern hinausging. Die Stände Böhmens legten, wie die ungarischen, Wert auf ihr traditionelles Recht zur Königswahl (siehe: Geschichte Böhmens), was die Habsburger aber zunehmend bestritten und zur reinen Formalie erklärten, um diese Kronen ihren Erblanden einzugliedern. Jahrhundertelang zählten zu den Ländern der Böhmischen Krone neben Böhmen und der Markgrafschaft Mähren auch die schlesischen Herzogtümer, die Grafschaft Glatz, die Ober- und Niederlausitz sowie kleinere Reichslehen, die jeweils ihre eigenen Ständevertretungen hatten und deren Adel die politische Autonomie ihrer Länder betonte. Innerer Zwist entstand durch die Hussitenkriege, wegen der Verfolgung der Hussiten, die 1436 durch den katholischen König zunächst anerkannt worden waren. Diese schlossen sich später dem Luthertum an, das auch in der Niederlausitz und in Schlesien (wie auch in Österreich und Ungarn) verbreitet war, darunter ein erheblicher Teil des böhmischen Adels.
Der Ständeaufstand in Böhmen (1618) veranlasste König Ferdinand II. zur Entmachtung des Adels, was zur Auswanderung und Enteignung zahlreicher protestantischer Adliger (Exulanten) führte. Parteigänger der Gegenreformation, die zumeist selbst rechtzeitig rekonvertiert waren, konnten sich dabei erheblich bereichern. Die mit Hilfe der Jesuiten bewirkte Rekatholisierung von Adel und Volk sowie die Einführung der absolutistischen Königsherrschaft sicherten die habsburgische Zentralmacht ab. Mit der verneuerten Landesordnung von 1627 wurde eine neue Ständepyramide geschaffen; zur Aufnahme in den Herrenstand genügte jetzt die Verleihung eines Freiherren-, Grafen- oder Fürsten-Titels durch den König von Böhmen oder das Inkolat an eine entsprechende ausländische Familie. Der Herrenstand ergänzte sich nun nicht mehr selbst, sondern der König entschied darüber. Es erfolgte eine Gliederung in den alten Herrenstand, den böhmischen Freiherrenstand und den Ritterstand. Auch das politische Mitspracherecht war stark eingeschränkt, alle Landesämter kamen nun in die Verfügungsgewalt des Königs und dieser konnte darüber entscheiden, wer das Inkolat und damit auch die Berechtigung zur Teilnahme am Landtag erhielt. Einige Politiker und Heerführer aus königsnahen Familien, teils böhmische, teils österreichische, konnten die Ländereien der Exulanten günstig an sich bringen und großen Besitz akkumulieren. Die besondere Stellung des böhmischen Herrenstandes endete mit der Auflösung der ständischen Verfassung von 1849. Doch sahen sich dessen ehemalige Mitglieder noch bis 1918 als Bewahrer und Hüter der Rechte des Landes Böhmen innerhalb der Habsburgischen Erblande.
Über die Zeit von Kaiser Franz Joseph I. wird berichtet: „In Prag vereinigte sich in den Wintermonaten der gesamte böhmische Adel, einer der vornehmsten Teile der österreichischen Hofgesellschaft. Da hatten die Lobkowitz, die Fürstenberg, Schwarzenberg… und viele andere ihre alten historischen Häuser… Die Prager Gesellschaft war abgeschlossener als jene in Wien. In der Residenzstadt waren in der Hofgesellschaft neben dem böhmischen Adel auch ungarischer, spezifisch österreichischer und polnischer, auch italienischer Adel vertreten. Außerdem gehörten manche Familien von Staatsmännern, soferne sie hoffähig waren, vor allem die zahlreichen Diplomaten und deren Gemahlinnen, zur Hofgesellschaft. In Prag war das nicht der Fall. Die dortige Gesellschaft war eine in sich geschlossene große Familie… Sie hatten ihre gemeinsamen Interessen, ihre gemeinsamen Erinnerungen an die Séjours, die sie abwechselnd in diesem oder jenem Schlosse in den Sommermonaten zusammen verlebt, oder an die Jagden, auf denen sie sich im Herbst miteinander vergnügt hatten… In die Prager Gesellschaft einzudringen, war für Menschen, die nicht jenen ersten Familien oder zumindest deren Verwandtenkreis angehörten, unmöglich. Ein Fremder wäre nicht nur als störend und die gewohnte allgemeine Intimität hemmend empfunden worden; er hätte sich auch selbst nicht wohl gefühlt; denn auch dem größten Verstandes- und Gedächtnisriesen wäre es nicht gelungen, sich in all den Vornamen, petits noms und Verwandtschaftsverhältnissen zurechtzufinden und die allerhand kleinen, mystischen Beziehungen und Vertrautheiten zu verstehen. Es war sicher nicht Hochmut, sondern eine gewisse Trägheit, eine unbezwingbare Abneigung davor, geniert zu sein und sich anders als gewohnt geben zu müssen, der Grund, warum sich der böhmische Adel gegen alles Fremde abschloß.“ (Nora Fugger)
In Tschechien existiert seit der Gründung der Tschechoslowakei im Jahr 1918 staatsrechtlich kein Adel mehr. Die Führung der ehemaligen Titel ist untersagt. In den 1920er Jahren verloren die Adelsfamilien etwa 20 % ihrer Besitzungen durch eine Landreform. Im Protektorat unter deutscher Besatzung wurden einzelne oppositionelle Adlige wie die Fürsten Max Lobkowicz und Adolph Schwarzenberg enteignet, einige als Zwangsarbeiter herangezogen. In der Dritten Tschechoslowakischen Republik zwischen 1945 und 1948 flohen die sudetendeutschen Adelsfamilien bereits aus dem Land bzw. wurden durch die Beneš-Dekrete enteignet und vertrieben, während die meisten Geschlechter mit tschechoslowakischer Staatsangehörigkeit ihren Besitz unter immer prekäreren Umständen noch halten konnten. In der kommunistischen Tschechoslowakischen Republik (1948–1960) wurden sie jedoch enteignet und verfolgt.
Nach der Samtenen Revolution 1989 wurde in der nunmehrigen Tschechischen und Slowakischen Föderativen Republik 1991 ein Restitutionsgesetz verabschiedet, aufgrund dessen etliche ehemals adelige Familien im neu gegründeten Staat Tschechien ab 1992 ihre entzogenen Schlösser und in Teilen auch Grundbesitze zurückerhielten, sofern sie in der Zwischenkriegszeit die tschechoslowakische Staatsangehörigkeit besessen hatten, z. B. die ehemals fürstlichen Familien Schwarzenberg, Lobkowitz, Mensdorff-Pouilly und Kinsky sowie Angehörige der gräflichen Familien Czernin, Colloredo, Dobrženský, Kolowrat, Podstatzky-Prusinowitz, Schlik, Sternberg und anderer. Einige Vertreter des ehemaligen Hochadels gingen in die Politik; so war Karel (Fürst) Schwarzenberg zwischen 2007 und 2013 Außenminister Tschechiens und Michal (Prinz) Lobkowicz 1998 kurzzeitig Verteidigungsminister. In der Slowakei erfolgte eine Beschränkung der Restitution auf Enteignungen ab dem 25. Februar 1948, was insbesondere die ungarische Bevölkerungsminderheit betraf und infolge aufweichender Gerichtsentscheidungen dann teilweise zur Rechtsunsicherheit führte.

#### Ungarn
Die Verhältnisse in Ungarn ähnelten denen in Polen. Ein Lehnsverband, den man sonst überall im mittelalterlichen Europa findet, bestand dort nie. Jedes Mitglied des kriegerischen Stammes der Magyaren, das von niemandem abhängig war und den Fahnen des Königs folgen konnte, rechnete sich zum Adel (nemesség). Auf diese Weise entstand der sehr zahlreiche ungarische Adel, der wie in Polen etwa 12–16 % der Gesamtbevölkerung ausmacht. Aus der Masse des Adels gingen allmählich die Magnatenfamilien hervor. Am Anfang des 11. Jahrhunderts gab König Stephan I. (der Heilige) dem Lande eine Verfassung, durch welche die Krone im Geschlecht Arpad erblich wurde und Prälaten mit dem hohen Adel samt niederem Adel als privilegierte Stände galten.
Im Jahre 1405 vereinigte sich im Nationalkonvent der niedere Adel mit den Vertretern der Städte zur Ständetafel, während die hohen geistlichen Würdenträger und der Hochadel die Magnatentafel bildeten, in welcher jeder Bischof oder Magnat persönlich vertreten war. In der Ständetafel hatte der niedere Adel das unbedingte Übergewicht; auf den Komitatsversammlungen hatte jeder grundbesitzende Edelmann (auch wenn er einen Kleinsthof bewirtschaftete) Sitz und Stimme. (Solche Kleinadeligen wurden im Volksmund hétszilvafás nemes – „Adeliger mit sieben Zwetschgenbäumen“ – genannt.) Der Adel war befreit von Zöllen, Steuern und Einquartierungen und vom Militärdienst: Er zog nur zu Felde, wenn ein Adelsaufgebot (Insurrektion – Nemesi felkelés) für König und Vaterland ausgerufen worden war. Ein Adliger konnte nur von seinesgleichen gerichtet werden und die wichtigeren Ämter waren ihm vorbehalten. Erst 1843 wurden nichtadlige Personen zu den Ämtern zugelassen.
Der magyarische Adel kannte nur zwei Titel: Graf (gróf) und Baron (báró). Rang und Titel eines Fürsten bzw. Herzogs (herceg) kamen nur den Söhnen des Königs zu. Andere Adelige hatten als äußeres Zeichen ihres Ranges meistens nur die Schreibweise der Endung ihres Familiennamens auf -y (statt auf -i) bzw. den kleingeschriebenen Adelsvortitel (z. B. nagybányai Horthy Miklós).
Fünf Grafengeschlechter erhielten ausländische Fürstentitel: Batthyány (1764), Esterházy (1687), Erdődy (1654) und Odescalchi (1689) wurden vom Kaiser des Heiligen Römischen Reiches zu Reichsfürsten erhöht, Koháry (1815) und Pálffy (1816) vom Kaiser von Österreich zu Fürsten des Kaisertums; diese Titel wurden in Ungarn anerkannt. Später erwarben auch zehn ausländische fürstliche Häuser das ungarische Indigenat. In der Zeit der Monarchie mit einem König – bis 1918 – gab es in Ungarn außer diesen 14 Fürstenhäusern 98 gräfliche und 94 freiherrliche Geschlechter, deren Titel aber nicht weiter zurück als um 1550 reichten und habsburgische Verleihungen waren. Diese Zahl wuchs nach 1918, da der Reichsverweser Admiral Miklós Horthy in der königlosen Monarchie in großem Maße Standeserhebungen (zum Beispiel in eine Art „Ritterstand“, siehe Vitézi Rend) vornahm. Diese Ordensverleihungen in der Zeit des Königreichs Ungarn (1920–1945) sind anerkannte erbliche Adelungen. In Deutschland können Angehörige derartiger Familien sofern sie vor Januar 1947 die ungarische Staatsangehörigkeit verloren hatten, ihren Namen mit „von“ bzw. „Ritter von“ führen. Die nach dem Krieg gegründeten Orden und ihre Titel haben hingegen keine Rechtsqualität im Sinne des historischen Adelsrechts.
Der Ungarische Adel war mit dem österreichischen und böhmischen lange Zeit unter dem Dach der Donaumonarchie vereint und durch zahlreiche Eheschließungen verwandt, betrachtete sich aber immer als Führungselite einer eigenständigen Nation. Beim Zerfall des Habsburgerreiches wurde „Großungarn“ durch den Vertrag von Trianon 1920 aufgeteilt, das Königreich Ungarn (1920–1946) blieb ein Rumpfstaat ohne König, weite Teile Oberungarns kamen an die Erste Tschechoslowakische Republik (und heute die Slowakei), Siebenbürgen an das bis 1947 existierende Königreich Rumänien und das Burgenland an die Republik Österreich.
Der Kroatische Adel wurde lange Zeit dem ungarischen zugerechnet, da sich Kroatien seit 1102 im Staatsverband mit Ungarn befand. Ab 1745 wurde innerhalb der Habsburgermonarchie unter der ungarischen Krone Kroatien gemeinsam mit dem Königreich Slawonien zum autonomen Königreich Kroatien und Slawonien zusammengefasst. Entsprechendes gilt für den Adel im Königreich Dalmatien und in der Markgrafschaft Istrien. Diese Regionen kamen mit der 1918/19 erfolgten Sezession 1920 an das Königreich Jugoslawien.
In der Zweiten Ungarischen Republik ab 1946 geriet der landsässige Adel unter Druck, in der kommunistischen Volksrepublik Ungarn ab 1949 wurde er enteignet und teilweise verfolgt. Ähnliches gilt für die Tschechoslowakische Republik (1948–1960). 1945 erfolgte in der Sozialistischen Föderativen Republik Jugoslawien ebenfalls die Enteignung des Großgrundbesitzes, ebenso ab 1945 unter den Kommunisten in Rumänien.
Durch die Abschaffung des Adels und die Parzellierung der Güter nach 1945 wurde dem ungarischen Adel die Existenzgrundlage genommen, viele Adlige blieben jedoch im Lande und emigrierten erst während des Ungarnaufstands 1956, um ein oft kümmerliches Dasein in Deutschland oder Österreich zu fristen. Die Einzigen, die von der Konfiskation teilweise verschont blieben, waren die Fürsten Esterházy, weil sie ihre Güter teilweise im seit 1921 österreichischen Burgenland hatten; jedoch verbrachte Fürst Paul V. Esterházy bis 1956 fast zehn Jahre in einem ungarischen Gefängnis. Nach 1991 kehrten viele Vertreter des Adels, auch des Hochadels, nach Ungarn zurück (zum Beispiel die Familie Isépy).

#### Vereinigtes Königreich
Das Vereinigte Königreich ist eines der wenigen Länder in Europa, in dem Adelstitel noch heute verliehen werden. Der britische Adel ist in zwei Klassen eingeteilt, die Gentry, den niederen Adel, und die Peerage oder Nobility, den Höheren Adel. Die höchste Würde der Peerage ist die des Duke (Herzogs). Nach dem Duke folgt der Marquess (Markgraf), dann der Earl (Graf), der Viscount (Vizegraf) und der Baron (Freiherr). Die Adelswürden der Gentry sind die des Baronets und die des Knights. Erbliche Adelstitel werden heute nur noch an Mitglieder der königlichen Familie verliehen; die Verleihung persönlichen Adels aufgrund individueller Leistung ist hingegen nach wie vor üblich. Der erbliche untitulierte Adel kann weiterhin unter anderem durch die Verleihung eines Familienwappens erlangt werden, damit bildet der niedere Adel keine geschlossene Schicht.

### Asien

#### China und Indochina
Bis zur Abschaffung des Kaisertums im Jahre 1912 gab es in China einen Hochadel, der erstens aus den Mitgliedern der herrschenden Mandschu-Dynastie bestand (in Europa nannte man sie „Prinzen“) und zweitens aus dem engen Kreis von zehn Häusern, die den erblichen Adel von früheren Kaisern erhalten hatten, u. a. dem Oberhaupt der Nachkommen von Konfuzius, der Familie Kong, und dem der Sprösslinge des Warlords von Formosa im 17. Jahrhundert, des Koxinga.
Bei den übrigen Adelsverleihungen erbte jede nachfolgende Generation nur den um eine Stufe niedrigeren Adel (es gab fünf Stufen), so dass die adlige Würde nach fünf Generationen wieder verschwand.
Die Zugehörigkeit zum Adel gab nur Vorrechte bei der Besetzung der Hofämter. Im Zivildienst und in der Armee gaben die literarischen und militärischen Prüfungen ohne Rücksicht auf die soziale Herkunft den Ausschlag.
In der bürgerlichen und später der kommunistischen Republik verschwand der Adel spurlos. Viele wanderten aus, nach Hong Kong, Taiwan, Singapur, Südostasien oder in die USA. Auch die ehemalige kaiserliche Familie, bis 1924 noch vom Staat mit Apanage versehen, üben heute einen Beruf aus.
Die neueste Entwicklung seit etwa 2003 scheint eine Erneuerung der alten Traditionen zu bringen. Die Oberhäupter der Nachfahren des Konfuzius (1937: 650.000 Personen (Frauen ungerechnet)) haben wieder das Wohnrecht im alten Familienpalais in Qufu. Ein Aufschwung für die letzte Kaisersippe ist nicht zu erwarten, denn die Mitglieder der Qing-Dynastie wurden als fremde, nichtchinesische Eindringlinge betrachtet.

#### Indien
Die hinduistischen Herrscher in Indien trugen im Allgemeinen den Titel Radscha oder Maharadscha, wohingegen die islamischen Herrscher die Titel Schah, Sultan oder im Mogulreich Padischah verwendeten. Das Wort Raja bedeutet „königlicher Herrscher“; auch Prinzregenten wurden Raja genannt.
Das Mogulreich (1526–1757) definierte „Adlige“ (umarā) als „Staatsdiener mit einem Dienstrang (manṣab) von über 1000“; die höchsten Ränge lagen, außer für Prinzen, bei 7000. Theoretisch konnte jeder vom Kaiser mit hohem Dienstrang eingestellt und somit adelig werden, und bei nicht wenigen nach Indien eingewanderten Dichtern und Geistlichen geschah dies auch. Dieser Adel war ein reiner Krieger- und Beamtenadel, wobei zwischen Heer und Verwaltung nicht grundsätzlich unterschieden wurde. Adlige waren keine Grundherren im europäischen Sinn, sondern erhielten ein Gehalt aus dem Steueraufkommen eines festgelegten Gebietes (jāgīr). Aus diesem Gehalt mussten sie eine festgelegte Anzahl von Kavallerie unterhalten und im Kriegsfall bereitstellen. Adlige wurden häufig versetzt, durchschnittlich alle drei Jahre. Seit 1597 wurde die Zahl der Reiter (savār) in einem eigenen Rang fixiert und der ursprüngliche Rang als zāt („persönlich“) bezeichnet. Der Rang eines Adligen wurde seither als z. B. 3000 zāt, 1000 savār angegeben.
Mit der Einstellung bekam der Adlige einen Titel (khitāb), der bei Muslimen gewöhnlich aus der Bezeichnung einer Tugend plus Khān (= etwa engl. Sir) bestand, z. B. Mahābat Khān = der Herr Würde. Mit diesem Titel wurde er fortan angesprochen. Hindus bekamen statt Khān den Titel Rāja. Theoretisch waren weder Ämter noch Titel erblich. Letztere wurden nach dem Ableben eines Adligen neu vergeben, manchmal auch vorher, wenn sich der Adlige einen höheren Titel verdient hatte und der alte frei geworden war. Jedoch wurden die Söhne von Adligen durch die Empfehlung ihrer Verwandtschaft üblicherweise in kleine Ämter eingestellt und machten dann Karriere. Seit etwa Shah Jahan (1628–1658) wurden die in den Traditionen des Adels erzogenen „hausgeborenen“ (khāna-zād) Söhne von Adligen bevorzugt eingestellt, und ihre Ethik wurde zum Ideal.
Eine Ausnahme davon waren die alteingesessenen hinduistischen Adligen, die in aller Regel das Steueraufkommen ihres Heimatgebiets (vaṭan jāgīr) erhielten, und deren Ländereien erblich waren, in der Regel mit Primogenitur. Dies galt für die großen Rajas Rajasthans, aber auch für viele kleine Landadlige (zamīndār) in ganz Indien, die seit Akbar (1561–1605) zur Verbindung zwischen Staatsapparat und Bauern wurden. Der Staat behielt sich jedoch vor, aufsässige hinduistische Adlige genau wie Staatsdiener abzusetzen.
Beim Zerfall des Mogulreichs ab 1720 konnten Provinzgouverneure oder Generäle in den von ihnen kontrollierten Gebieten erbliche Fürstentümer errichten. Die Briten leisteten diesen Militärhilfe, machten sie so von sich abhängig (auch finanziell) und stärkten die Position dieser Fürsten in der Regel, solange sie sich loyal verhielten.
Zur Zeit der britischen Herrschaft über Indien (1757–1947) gab es etwa 600 so genannte Fürstenstaaten (princely states), Gebiete, denen die Briten eine begrenzte Autonomie unter lokalen Fürsten zugestanden hatten. Bei der Teilung in die unabhängigen Staaten Indien und Pakistan 1947 hatten sich die Fürstenstaaten für eines dieser beiden Länder zu entscheiden. Das Zögern des Maharadschas von Jammu und Kaschmir und das Interesse beider Staaten an diesem Gebiet führte zum Kaschmir-Konflikt.
Nach der Unabhängigkeit Indiens wurden die Fürstenstaaten oder Verbände von diesen zunächst zu indischen Bundesstaaten und die Fürsten zu deren Ministerpräsidenten. 1956 wurden alle Fürstenstaaten durch den States Reorganisation Act aufgelöst und indischen Bundesstaaten angeschlossen, und Südindien zudem völlig neu nach Sprachgebieten organisiert. Indira Gandhi begrenzte den Landbesitz der Adligen und schaffte ihre Apanagen ab, so dass sie ihre Bedeutung heute größtenteils eingebüßt haben. Geblieben sind einigen ihre Rolle in religiösen Festen, wie die Pflicht des ehemaligen Königs von Orissa, die Götterwagen beim Wagenfest zu kehren.
In Pakistan spielt der Adel nach wie vor eine große Rolle in der Politik.

#### Japan

Minamoto no Yoritomo, der erste Shogun des Kamakura-Shōgunats

Bis ins 5. Jahrhundert n. Chr. war der Adel in Japan nur ein lockerer Verband von bodenbeherrschenden Sippen. Im 6. Jahrhundert erteilte die kaiserliche Zentralmacht des Tennō erbliche Standestitel an einige der Sippenoberhäupter. Die tatsächliche Befehlsgewalt der Sippenoberhäupter wurde damit staatlich delegiert und legitimiert.
Im 7. Jahrhundert wurde im Zuge der Einsetzung des stark chinesisch beeinflussten Ritsuryō-Systems das Adelskriterium der Geburt durch die Verwaltungsfähigkeit ersetzt. Durch Landesgesetz aus dem Jahre 701 wurde der Geburtsadel durch einen Verdienstadel von Zivilbeamten (Kuge) ersetzt. Unter der Leitung dieses Verdienstadels, der sich zunehmend in der Hauptstadt Heian-kyō (heute Kyōto) konzentrierte, verdrängten Verbände von bodenständigen Kriegern und Landgutsverwaltern aus den Provinzen den Zivil-Adel bis ca. 1200 zunehmend von der Macht. Es regierte dann der sogenannte Schwert-Adel (Buke, speziell Samurai, Daimyō, Shōgun) in Japan bis 1868. Dem Tennō blieben lediglich oberpriesterliche, kulturwahrende und legitimierende Aufgaben. 1884 in der Meiji-Restauration durch die (oder zumindest im Namen der) Kaisermacht wurden Zivil-Adel und Schwert-Adel zu einem Einheitsadel (Kazoku) zusammengefasst, der Samurai-Stand als solcher abgeschafft. Durch das Gesetz vom 7. Juli 1884 wurde der Adel nach dem britischen Peerage-System in fünf Klassen abgestuft, jedoch chinesische Titel dafür verwendet. Im Gegensatz zu der in China geltenden Regel war er unbegrenzt erblich nach dem Grundsatz der Erstgeburt, so dass die jüngeren Söhne eines betitelten Adligen zeitlebens und der Erbsohn bei Lebzeiten des Vaters ohne Adelsprädikat waren. Nach dem Zweiten Weltkrieg wurde der Adel als Institution durch die Verfassung von 1946 beseitigt. Lediglich die kaiserliche Familie selbst blieb bestehen.

#### Persien
Seitdem sieben Mitverschwörer den Achämeniden Darius I. den Großen zur Königsmacht verholfen hatten, und damit zu den Stammvätern der mächtigen sieben persischen Stämme wurden, deren Nachkommen dafür mit verschiedenen Privilegien ausgestattet worden waren, sollten über die Jahrhunderte immer wieder mächtige Adelsfamilien neben dem Schah an der Herrschaft mittelbar oder unmittelbar beteiligt werden.
So unterscheiden bereits die mittelpersischen Königsinschriften der Sassaniden vier genau bestimmte Gruppen von Aristokraten: die šahrdārān (regionale Dynasten und mit der Herrschaft über wichtige Reichsteile betraute Königssöhne), die wāspuhragān (Mitglieder des Sassaniden-Clans ohne direkte Abkunft vom Herrscher), die wuzurgān (Häupter der wichtigsten Adelsgeschlechter sowie weitere Angehörige des Hochadels und die āzādān (übrige edle Iraner)). Der Rang eines Adeligen war lange von der Gunst des Königs unabhängig, verdankte sich, samt der äußeren Zeichen seiner Würde (Tiara mit wappenartigen Symbolen, Gürtel, Ohrringe), vor allem Name und Abkunft und war somit Zeichen seiner politischen wie wirtschaftlichen Sonderstellung.
Die persische Stammesaristokratie bestand ebenfalls zur Zeit der Sassaniden-Dynastie aus sieben persischen und parthischen Clans (Sassan, Aspahbad, Karin, Suren, Spandiyadh, Mihran, Guiw), und genauso bildete sich die spätmittelalterliche turkmenische Militär- und Verwaltungselite der Safawiden-Dynastie aus sieben Stämmen der so genannten Qizilbāš (türkisch: Kızılbaş) oder „Rotköpfe“ (Ustāğlu, Rumlu, Šāmlu, Zhulqadir, Qāğār, Afšār, Tekkelu).
Das 1785 bis 1925 herrschende Kaiserhaus der Kadscharen schließlich entstammte einem dieser Qizilbāš-Stämme und entsprach zunächst in Selbstverständnis, Organisation und Struktur ganz der safawidischen Tradition stammesrechtlich gegliederter Herrschaftsstrukturen.
So berichtet Engelbert Kaempfer vom Hof des persischen Großkönig während der Safawiden-Ära (1501–1722) über die Herrschaftsstrukturen in Persien:
„… das Reich (wurde) in fünf Gaue und Hauptprovinzen aufgeteilt. Über dieses Reichsgebiet setzen die Schahe 25 Großbeyge (beyglarbeygi), denen sämtliche übrigen Statthalter, Khane, und Landesbeamten unterstellt waren, ausgenommen alleine die Krongutsverwalter (wāzir), die dem Schah unmittelbar und direkt privat unterstanden. Die Statthalter wiederum geboten über Unterstatthalter (soltān), die ihren Herren Rechenschaft ablegen mussten. Diese „Reichsherren“ (beyg) bauten sich ihre Hofhaltung möglichst getreu dem Vorbild des Kaiserhofes auf, scharten prächtiges Gefolge um sich und wetteiferten mit dem Schah in der Prunkentfaltung. In ihrem Amtsbereich waren die Aristokraten auch Träger der Gerichtshoheit. Die Einkünfte seines Gebietes, über die ein Beyg oder Khān wie sein Eigentum verfügte, verausgabte er zum großen Teil für die Entlohnung seiner Bediensteten und seiner Truppen, mit denen er die Reichsgrenzen zu schützen hatte. Ebenso musste er kaiserliche Truppenkontingente auf seinem Boden verpflegen und dem Hof jährlich gewisse Abgaben entrichten. Er war dabei aber ständig von der Gunst des Schahs abhängig. Die Würde eines Beyglarbeyg stand so hoch, dass ihr Träger im Reichshofrat einen Sitz hatte. Unter diesen Großbeygen wiederum ragten mit dem Titel eines wāli („Statthalter“) einige Reichsfürsten nach Ansehen und Alter heraus. Als Abkömmlinge jener Herrscher, denen vor den Safawiden die einzelnen Gebiete schon untertan waren, waren diese fürstlichen Geblütes gewesen; ihre Einsetzung erfolgte zwar durch den Schah, doch konnte dieser nur ein Mitglied des einst regierenden Hauses zum Wāli ernennen.“

### Ozeanien
In Polynesien existierten in vorkolonialer Zeit mehrere Inselkönigreiche, diese gingen jedoch unter (z. B. auf Rapanui) oder wurden von den Kolonialmächten abgeschafft. Eine wichtige Rolle spielt der Adel noch in Tonga und Samoa.

#### Tonga
Nur auf Tonga gibt es noch heute eine über 900 Jahre alte Königsdynastie. Der Einfluss des Adels auf Politik und Gesellschaft ist weiterhin groß. König Taufaʻahau Tupou sicherte sich nach Kämpfen zwischen rivalisierenden Adelshäusern 1845 die Vorherrschaft. Widerstände der übrigen tonganischen Führer führten zu einer Neuformulierung der Gesetze im Jahr 1850, so dass eine beratende Versammlung – fakataha – geschaffen wurde, in der die traditionellen Führer den König beraten sollten. Im Jahr 1862 gab es dann eine weitere Änderung der Gesetze: im Edict of Emancipation wurden die gewöhnlichen Tonganer aus der Abhängigkeit von den traditionellen tonganischen Führern befreit. Als am 9. Dezember 1865 der Tuʻi Tonga ohne Erbe starb, gab es keinen ebenbürtigen Rivalen um die Macht mehr und so wurde die tonganische Verfassung am 16. September 1875 von König Georg Tupou I. nach britischem Vorbild erlassen. König Taufaʻahau Tupou IV., ein direkter Nachfahre des ersten Königs, lebte bis zu seinem Tod am 10. September 2006 mit seiner Familie, einigen einflussreichen Adligen sowie der wachsenden nicht-adligen Elite in relativem Reichtum. Erst nach Reformen infolge von Unruhen 2006 konnten 17 der 26 Parlamentarier vom Volk gewählt werden, 9 Sitze sind weiterhin dem Adel vorbehalten.
Der Begriff 'Eiki motuʻa beschreibt einen Adeligen, dessen Privilegien aus der Zeit vor der Verfassung stammen, 'Eiki nopele jemanden, der die Adelswürde später erlangte. Ein Tu'i war ein Stammesführer, wobei der Name des Stammes nachgestellt wurde.

### Afrika

#### Altes Ägypten
Die Überhöhung des ägyptischen Herrschers lässt auf den ersten Blick den Eindruck eines durch königliche Beamte geführten Zentralstaates entstehen. Die tatsächlichen Machtverhältnisse ähneln aber durchaus der Elitenbildung anderer Kulturen. Zunächst war Ägypten regional in Gaue gegliedert, deren Fürsten auf Linie gebracht werden mussten. Auch nach der ersten Reichseinigung waren sie bestrebt, ihre Privilegien zu vererben, oder schielten nach dem Thron. Dynastiewechsel waren üblich, nur in besonders unsicheren Zeiten konnte ein General „aus dem Volke“ in diese Kreise vordringen. Auch die berühmten Beamten mit den blumigen Titeln, Ministerialen entsprechend, strebten nach dynastischer Dauerhaftigkeit und konnten dem Herrscher zur Gefahr werden. Die als Stabilisierung gedachte Staatsreligion führte mit der Zeit in der Tempelwirtschaft zu einer – mit Fürstbischöfen vergleichbaren – Priesterkaste mit Neigung zur Unbotmäßigkeit.

#### Westafrika
Die Dynastie der Ouattara regierte im Westen des heutigen Burkina Faso. Tiéba Ouattara war in der Eroberungsphase König des dortigen Reiches Kong.
Die Fulbe haben ein für westafrikanische Ethnien bezeichnendes Kastensystem. Als Beispiel sei der Futa-Dschallon in Guinea gewählt: An der Spitze des Staates stehen Familien, die Nachfahren der kriegerischen muslimischen Djihadisten aus dem 18. Jahrhundert sind. Nach Errichtung der Theokratie im Futa-Dschallon wurde das Gebiet unter verschiedenen, kämpfenden Sippen aufgeteilt und blieb bis heute im Besitz dieser Familien. So ist anzunehmen, dass alle Mitglieder der Clans der Diallo, Bah (bzw. Baldé) und Barry dieser Abkunft sind.
Die heutigen afrikanischen Nationalstaaten sind aber keineswegs historisch gewachsen, sondern sind ein Produkt des Kolonialismus. Daher ist es schwierig, Sippen der einzelnen Ethnien auf ein bestimmtes Territorium zu begrenzen.

## Sonstiges

### Erbkrankheiten
Erbkrankheiten beim Adel gehören zu Erscheinungen, die in einigen Stammbäumen nachgewiesen sind. Sie sind auch Gegenstand einzelner wissenschaftlicher Untersuchungen.

### Pflichten und Privilegien, Rechte und Beschränkungen
Dem Adel obliegen – wie den anderen Ständen in ständischen Gesellschaften auch – bestimmte exklusive Rechte, Privilegien, Pflichten und Beschränkungen. Gewisse Vorrechte des Adels wurden geradezu zum Standessymbol, wie z. B. die Jagd. Zu den weiteren Rechten gehören z. B. die Gerichtsbarkeit oder das Kirchenpatronat, zu den Privilegien z. B. die Wählbarkeit, zu den Pflichten z. B. die „Cur und Verpflegung“ des Gesindes bei Krankheit und zu den Beschränkungen z. B. bestimmte Berufs- oder Tätigkeitsverbote wie Verhaltensgebote.
Eine frühe Darstellung adeliger Privilegien und Pflichten findet sich im „Historiarum Libri IV“ („Vier Bücher Geschichte“) des Nithard, eines Enkels Karls des Großen, von 842. Über die sächsischen Adeligen schreibt er, dass sie Anspruch auf ein dreifaches Wergeld, aber auch Verstöße mit dreifacher Buße sühnen mussten. Eine ähnliche Struktur von mehrfachem Wergeld wie Bußgeld für Adelige findet sich im Sachsenspiegel des Eike von Repgow aus dem 13. Jahrhundert. William Robertson beschreibt eine mehrfache Abstufung: Ein Vergehen (von der Beleidigung bis zur Ermordung) an einem Adeligen kostete den Täter mehr Wergeld, als wenn sie einen „Freyen“ getroffen hatte, und dieser erhielt auch mehr als ein einfacher „Leut“. Wenn der Täter ein Höriger war, hielt man sich an seinen Herrn, der dann das Wergeld bezahlen musste. Wenn der Täter ein Adeliger war, musste er auch mehr für sein Vergehen bezahlen als der „Freye“, und dieser mehr als der „Leut“.
Ein Beispiel für eine juristische Kodifizierung der Rechte, Privilegien, Pflichten und Beschränkungen in einer neuzeitlichen ständischen Gesellschaft ist das Allgemeine Landrecht für die Preußischen Staaten aus dem Jahre 1794. Es enthält einen ausführlichen Katalog von Gesetzen, die adeliges Verhalten definieren und Fehltritte sanktionieren sowie die Bestimmung des Adelsstandes definieren: „Die Vertheidigung des Staats, so wie die Unterstützung der äußern Würde und innern Verfassung desselben“. Zu den Vorrechten gehören unter anderem: Unterwerfung nur dem höchsten Gericht in der Provinz, Erwerb adliger Güter, Gerichtsbarkeit in ihrem Namen, Ehrenrechte, die mit ihrem Kirchenpatronat verbunden sind, Stimmrecht bei Kreis- und Landtagen für den angesessenen Adel usw. Zu den Einschränkungen gehören: Erwerb von Rustikalgründen, Ausübung bürgerlicher Gewerbe, Aufnahme in eine Gilde oder Innung etc. Das heimliche Betreiben bürgerlicher Gewerbe, das Eintreten in eine Zunft oder Innung, eine unehrbare Lebensart, mit der der Adelige sich zu dem gemeinen Volke herabsetzte oder das Begehen von Verbrechen führten zum Verlust adeliger Rechte.

### Sozialprestige
Hinsichtlich des Sozialprestiges, das mit einem Adelstitel verbunden ist, konnte und kann es zwischen Bürgerlichen und Adligen, aber auch bei Adligen untereinander zu Spannungen kommen.
- Das konnte sich darin ausdrücken, dass eine Standeserhöhung bewusst abgelehnt wurde: Otto von Bismarck zierte sich, die Verleihung des Grafen- und später des Fürsten- und Herzogstitels anzunehmen (den Herzogtitel führte er nie).
- Auch für Hanseaten war die Annahme von Adelstiteln seit dem 13. Jahrhundert teils ausdrücklich verboten, zumindest verpönt und unüblich. Der Adel konnte bis 1860 keinen Grundbesitz in Hamburg erwerben und war damit von der Erbgesessenen Bürgerschaft und von bürgerlichen Ehrenämtern ausgeschlossen. (Siehe: Hanseaten und Adel).
- Der vor 1806 etablierte Adel betrachtete den napoleonischen und nachnapoleonischen Adel mit Skepsis. So waren bei alten Familien bayerische Titel wenig angesehen. Noch in den 1950er Jahren erklärte die Mutter des damals prominenten Bundestagsabgeordneten Karl Theodor Freiherr von und zu Guttenberg auf die Frage eines Spiegel-Reporters, ob sie nicht gerne bayerische Gräfin geworden wäre: „Ein fränkischer Freiherr spuckt auf einen bayerischen Grafen“. Dies hatte seine Ursache vor allem darin, dass die fränkischen (wie auch die schwäbischen und rheinischen) Reichsritter jahrhundertelang keinem Reichsfürsten untertan, sondern vielmehr reichsunmittelbar gewesen waren.

### Name nach Sitz oder Amt
Der Adelsname war ursprünglich eine Herkunftsbezeichnung, bezogen auf den Familienstammsitz. Bei Orts- oder Besitzwechsel wechselte man seinerzeit auch den Namen – so wurden aus Grafen von Arnstein die Grafen von Barby, als diese die Herrschaft über die Burg Barby übernahmen. Manchmal hängte man den neuen Besitz auch als zusätzlichen Namensbestandteil an („von“ Stein „zum“ Altenstein). Desgleichen bilden sich so die Nebenlinien (weshalb heute manchmal die Stamm- und die Nebenlinie durchgekoppelt angegeben werden: „Habsburg-Laufenburg“, „von Habsburg zu Laufenburg“ oder „von Laufenburg“). Erst im Laufe der frühen Neuzeit, parallel zur Entstehung moderner Familiennamen, wurde das „von“ zu einem vom Besitz unabhängigen, während das „zu“ ein vom Besitz abhängiges Adelsprädikat blieb. Dass heute „von und zu“ ein Ausdruck für „von hohem, altem Adel; vornehm“ ist, liegt daran, dass ein „von und zu“ nur ein Adeliger führen konnte, der noch in der Neuzeit am alten Stammsitz der Familie ansässig war, und so unverkennbar Altadel in Primogenitur (so „von und zu Liechtenstein“, während die Nebenlinien etwa „von Liechtenstein zu Nikolsburg“ hießen).
Manche Adelsgeschlechter haben auch ganz gewöhnliche Familiennamen (Fuchs, Frübös, Gross, Gans, Pflugk, Stein, Schwarz), Sippennamen (Beissel, Knuth, Schilling, Landschad) oder Bezeichnungen von Ämtern (Marschall, Schenk, Truchsess, Droste, Spies). Diesen Namen wurde der jeweilige Wohnsitz mit dem Prädikat „von“ oder „zu“ hinzugefügt (Gans zu Putlitz, Marschall von Bieberstein, Schenck zu Schweinsberg, Schenk von Stauffenberg, Droste zu Hülshoff).
Wurden später in Deutschland durch Nobilitierung aufgrund von Verdiensten auch bürgerliche zu adligen Namen (von Goethe, von Schiller usw.), behielt man im Reichsadel und in Österreich die Tradition bei, dass eine Ortsbezeichnung im Adelsnamen geführt werden soll (zum Beispiel Fischer von Erlach), die meist irgendeinen Bezug zu der in den Adelsrang erhobenen Person aufwies (bürgerlicher Wohnsitz, Erbgut oder Erbhof, oder – wie im genannten Falle – vom Familiennamen der Mutter: Fischer ist der Familienname des Vaters und die Mutter war eine geborene Erlacher).

### Europa

#### Übergreifendes
- Claus Heinrich Bill: Neue Adels-Bibliographie. Monographien, Sammelbände und Aufsätze des Erscheinungszeitraums ab 1493 bis heute zum Adel in den deutschsprachigen Ländern. Sonderburg 2025, 1932 Seiten .
- Eckart Conze (Hrsg.): Kleines Lexikon des Adels. Titel, Throne, Traditionen. Beck, München 2005, ISBN 3-406-51070-1.
- Werner Conze: Stichwort „Adel, Aristokratie“. In: Geschichtliche Grundbegriffe. Historisches Lexikon zur politisch–sozialen Sprache in Deutschland. Band I, Stuttgart 1972, S. 1–48.
- Plinio Corrêa de Oliveira: Der Adel und die vergleichbaren traditionellen Eliten in den Ansprachen von Papst Pius XII. an das Patriziat und an den Adel von Rom. Wien 2008, ISBN 3-9501846-1-9.
- Walter Demel: Der europäische Adel. Vom Mittelalter bis zur Gegenwart. München 2005, ISBN 3-406-50879-0.
- Walter Demel: Die Spezifika des europäischen Adels – Erste Überlegungen zu einem globalhistorischen Thema. In: Zeitenblicke.
- Bettina Musall, Eva-Maria Schnurr (Hrsg.): Die Welt des Adels. Deutsche Verlags-Anstalt (DVA), München 2021, ISBN 978-3-421-04868-4.
- Wilfried Rogasch: Schnellkurs Adel. DuMont Literatur und Kunst Verlag, Köln 2004, ISBN 3-8321-7617-9.

#### Antike
- Jan Bernhard Meister: ‘Adel‘ und gesellschaftliche Differenzierung im archaischen und frühklassischen Griechenland. Historia Einzelschriften 263, Stuttgart 2020.
- Winfried Schmitz: Verpaßte Chancen. Adel und Aristokratie im archaischen und klassischen Griechenland, in: Hans Beck, Peter Scholz, Uwe Walter (Hrsg.): Die Macht der Wenigen. Aristokratische Herrschaftspraxis, Kommunikation und „edler“ Lebensstil in Antike und Früher Neuzeit. Historische Zeitschrift. Beihefte. N. F. Bd. 47, München 2008, 35–70.

#### Mittelalter
- Karl Ferdinand Werner: Adel. In: Lexikon des Mittelalters (LexMA). Band 1. Artemis & Winkler, München/Zürich 1980, ISBN 3-7608-8901-8, Sp. 118–126.

#### Neuzeit
- Ronald G. Asch: Europäischer Adel in der Frühen Neuzeit. Böhlau, 2008, ISBN 978-3-8252-3086-9.
- Rudolf Endres: Adel in der Frühen Neuzeit. Oldenbourg, 1993, ISBN 978-3-486-55742-8.
- Michael Sikora: Der Adel in der Frühen Neuzeit. Wissenschaftliche Buchgesellschaft, Darmstadt 2009, ISBN 978-3-534-17366-2.
- Simon Schmitz: Adlig werden und es wirklich sein. Etablierung im Adel im 17. und frühen 18. Jh. im Gesamtzusammenhang des Phänomens Neuadel im 16. und 17. Jh. Univ.-Diss. Ruprecht-Karls-Universität Heidelberg, 2024. PDF.
- Dominic Lieven: Abschied von Macht und Würden. Der Europäische Adel 1815–1914. Frankfurt am Main 1995, ISBN 3-10-044804-9.
- Arno J. Mayer: Adelsmacht und Bürgertum. Die Krise in der europäischen Gesellschaft 1848–1914. München 1988, ISBN 3-406-09749-9.
- H. M. Scott (Hrsg.): The European Nobilities in the Seventeenth and Eighteenth Centuries. Band I: Western Europe; Band II: Northern, Central and Eastern Europe. London 1985, ISBN 0-582-08070-3.
- Matthias Widhalm: Genealogie als Mittel der Herrschaftslegitimation? Historiographie des Hauses Habsburg von Leopold I. bis Karl VI. (1658–1740). WVB, Berlin 2020, ISBN 978-3-96138-249-1.
- Johanna Singer: Arme adlige Frauen im Deutschen Kaiserreich. Mohr Siebeck, Tübingen 2016, ISBN 978-3-16-154380-7.

#### Nachschlagewerke zu Einzelpersonen und Familien
- Almanach de Gotha, Gotha 1901 und 1930.
- Deutsches Adelsblatt
- Genealogisches Handbuch des Adels (von 1951 bis 2015)
- Gothaisches Genealogisches Handbuch (seit 2015)

### Darstellungen zu Einzelstaaten
Dänemark
- Danmarks Adels Aarbog, Kopenhagen 1932

Deutschland, Römisch-deutsches Reich nördlich der Alpen
- Andermann, Kurt und Peter Johanek (Hrsg.): Zwischen Nicht-Adel und Adel (= Vorträge und Forschungen des Konstanzer Arbeitskreis für Mittelalterliche Geschichte, Bd. 53). Stuttgart 2001.
- Eckhart Conze und Monika Wienfort (Hrsg.): Adel und Moderne – Deutschland im europäischen Vergleich im 19. und 20. Jahrhundert, Köln 2004, ISBN 3-412-18603-1.
- Gisela Drossbach/Andreas Otto Weber/Wolfgang Wüst (Hrsg.): Adelssitze – Adelsherrschaft – Adelsrepräsentation in Bayern, Franken und Schwaben. Ergebnisse einer Internationalen Tagung in Schloss Sinning und Residenz Neuburg a.d. Donau, 8.-10. September 2011 (Neuburger Kollektaneenblatt 160/2012 – Schwäbische Geschichtsquellen und Forschungen 27), Neuburg a.d. Donau 2012, ISBN 978-3-89639-897-0.
- Elisabeth Fehrenbach (Hrsg.), Elisabeth Müller-Luckner: Adel und Bürgertum in Deutschland 1770–1848 (= Schriften des Historischen Kollegs. Kolloquien. Bd. 31). Oldenbourg Wissenschaftsverlag, 1994, ISBN 3-486-56027-1 (Digitalisat)
- Gothaisches Genealogisches Taschenbuch (aufgeteilt in Gräfliche, Freiherrliche und Adelige Häuser), Verlag Justus Perthes Gotha, 1763–1942.
- Genealogisches Taschenbuch der Ritter- und Adelsgeschlechter, später Genealogisches Taschenbuch der adeligen Häuser, 19 Jahrgänge, Irrgang, Brünn 1870–1894 (Brünner Taschenbuch – BTB) (GTdAH).
- Genealogisches Handbuch des Adels – Adelslexikon. Limburg/Lahn 1972–2005.
- William D. Godsey Jr.: Noble Survival and Transformation at the Beginning of the Late Modern Era. The Counts Coudenhove from Rhenish Cathedral Canons to Austrian Priests, 1750–1850. In: German History 19, 2001, S. 499–524, ISSN 0266-3554.
- Joerg Hartwein: Preußischer Neuadel. Bildungsbürger. Die in Preußen 1871–1918 nobilitierten Mediziner, Wissenschaftler und Kulturschaffenden. Verlag Dr. Kovač, 2023, ISBN 978-3-339-13526-1.
- Mark Hengerer und Elmar L. Kuhn (Hrsg.): Adel im Wandel. Oberschwaben von der Frühen Neuzeit bis zur Gegenwart. Ostfildern 2006, ISBN 3-7995-0216-5.
- Dieter Hertz-Eichenrode: Wilhelminischer Neuadel? Zur Praxis der Adelsverleihung in Preußen vor 1914. In: Historische Zeitschrift 282/2006, S. 645–679, ISSN 0018-2613.
- Iris Freifrau v. Hoyningen-Huene: Adel in der Weimarer Republik. Die rechtlich-soziale Situation des reichsdeutschen Adels 1918–1933. Limburg 1992, ISBN 3-7980-0690-3.
- Wolfgang Jahn/Margot Hamm/Evamaria Brockhoff (Hrsg.): Adel in Bayern, Ritter, Grafen, Industriebarone. Lizenzausgabe für die Wissenschaftliche Buchgesellschaft, Augsburg 2008.
- Jens Jessen: Was vom Adel blieb. Eine bürgerliche Betrachtung, zu Klampen Essay 2018.
- Larry E. Jones: Catholic Conservatives in the Weimar Republic. The Politics of the Rhenish-Westphalian Aristocracy, 1918–1933. In: German History 18, 2000, S. 61–85, ISSN 0266-3554.
- Detlev Freiherr von Linsingen: Die Kgl. westphälischen Baronate und die Entstehung und Entwicklung des Adels. Ein Beitrag zu aktuellen Themen des historischen deutschen Adels, Augsburg 2012.
- Stephan Malinowski: Vom König zum Führer. Sozialer Niedergang und politische Radikalisierung im deutschen Adel zwischen Kaiserreich und NS-Staat. Berlin 2003, ISBN 3-05-004070-X.
- Johannes Rogalla von Bieberstein: Adelsherrschaft und Adelskultur in Deutschland. C.A. Starke, Limburg a.d.L. 1998, ISBN 3-7980-0686-5.
- Hansmartin Schwarzmaier: Adel – I. Mittelalter. In: Theologische Realenzyklopädie (TRE). Band 1, de Gruyter, Berlin / New York 1977, ISBN 3-11-006944-X, S. 437–446.
- Stephan Skalweit: Adel – II. Reformationszeit. In: Theologische Realenzyklopädie (TRE). Band 1, de Gruyter, Berlin / New York 1977, ISBN 3-11-006944-X, S. 446–452.
- Martin Schmidt: Adel – III. Adel und Kirche 17. bis 20. Jahrhundert. In: Theologische Realenzyklopädie (TRE). Band 1, de Gruyter, Berlin / New York 1977, ISBN 3-11-006944-X, S. 452–454.
- Ulrich Schmilewski: Der schlesische Adel bis zum Ende des 13. Jahrhunderts: Herkunft, Zusammensetzung und politisch-gesellschaftliche Rolle. Würzburg 2002 (= Wissenschaftliche Schriften des Vereins für Geschichte Schlesiens. Band 5).
- Hans-Ulrich Wehler: Europäischer Adel 1750–1950. Göttingen 1990.
- Monika Wienfort: Der Adel in der Moderne. Vandenhoeck & Ruprecht, Göttingen 2006. ISBN 3-8252-2857-6.
- Wolfgang Wüst: „Adeliges Selbstverständnis im Umbruch? Zur Bedeutung patrimonialer Gerichtsbarkeit 1806–1848“. In: Walter Demel, Ferdinand Kramer (Hrsg.): Adel und Adelskultur in Bayern (ZBLG, Beiheft 32). München 2008, ISBN 978-3-406-10673-6, S. 349–376.

Frankreich
- André Borel d’Hauterive, Albert Révérend: Annuaire de la Noblesse de France. Bureau de la Publication, Paris Jg. 48 (1892) – Jg. 84 (1938) [Vorgänger und Nachfolger: Annuaire de la noblesse de France et des maisons souveraines de l’Europe].
- Monique de Saint Martin: Der Adel – Soziologie eines Standes. Konstanz 2003.

Großbritannien
- Burke’s Peerage and Baronetage. London 1892.
- Burke’s Landed Gentry. London 1870.
- David Cannadine: Die Erfindung der britischen Monarchie 1810–1994. Berlin 1994, ISBN 3-8031-5147-3.
- David Cannadine: The Decline and Fall of the British Aristocracy. London 2005, ISBN 0-14-102313-9.

Italien
- Alexander Francis Cowan: The Urban Patriciate: Lübeck and Venice 1500–1700. Köln/Wien 1986.
- Oliver Thomas Domzalski: Politische Karrieren und Machtverteilung im venezianischen Adel (1646–1797). Sigmaringen 1996.
- Dieter Girgensohn: Kirche, Politik und adelige Regierung in der Republik Venedig zu Beginn des 15. Jh. Göttingen 1996.
- Volker Hunecke: Der venezianische Adel am Ende der Republik 1646–1797. Demographie, Familie, Haushalt. Tübingen 1995.
- Hagen Keller: Adelsherrschaft und ständische Gesellschaft in Oberitalien (9.–12. Jahrhundert). Tübingen 1979.
- Peter Kunz: Nürnberg und Venedig: Gegenseitige Einflüsse und Parallelismen in zwei europäischen Adelsrepubliken. Saarbrücken 2009.
- Marion Lühe: Der venezianische Adel nach dem Untergang der Republik (1797–1830). Köln 2000.
- Marco Meriggi: Der lombardo-venezianische Adel im Vormärz. In: Armgard Rehden-Dohna, Ralph Melville (Hrsg.): Der Adel an der Schwelle des bürgerlichen Zeitalters 1780–1860. Stuttgart 1988, 1998, S. 225–236.
- Margarete Merores: Der venezianische Adel. Ein Beitrag zur Verfassungsgeschichte. In: Vierteljahrschrift für Sozial- und Wirtschaftsgeschichte Bd. XIX/1926, S. 193–237.
- Margarete Merores: Der große Rat von Venedig und die sogenannte Serrata vom Jahre 1297. In: Vierteljahrschrift für Sozial- und Wirtschaftsgeschichte Bd. XXI/1928, S. 33–113.
- Gerhard Rösch: Der venezianische Adel bis zur Schließung des Großen Rates. Sigmaringen 1989, Stuttgart 2001.

Japan
- Hans A. Dettmer: Die Urkunden Japans von 8. bis ins 10. Jahrhundert. Wiesbaden.
  - Bd. 1 – Die Ränge. 1972, ISBN 3-447-01460-1.
- Horst Hammitzsch (Hrsg.): Japan-Handbuch. Wiesbaden 1990, ISBN 3-515-05753-6.
- Cornelius J. Kiley: [Artikel] in: Kodansha Encyclopedia of Japan. Tokio 1983.

Österreich
- Ivo Cerman: Habsburgischer Adel und Aufklärung. Bildungsverhalten des Wiener Hofadels im 18. Jahrhundert. Stuttgart 2010.
- Karl F. von Frank zu Döring: Alt-Österreichisches Adels-Lexikon. Selbstverlag, Wien 1928.
- Gudula Walterskirchen: Der verborgene Stand – Adel in Österreich heute. Wien 1999, völlig überarb. Neuauflage 2007, ISBN 3-85002-428-8.
- Genealogisches Taschenbuch der adeligen Häuser Österreichs. Bde. 1–5, Wien 1905–1913 (TAÖ).

Polen
- Simon Konarski: Armorial de la noblesse polonaise titrée. Selbstverlag, Paris 1957.

Russland
- S. Andoljenko: Nagrudnyje znaki russkoj armii. Paris 1966.
- Jessica Tovrov: The Russian Noble Family – Structure and Changes. New York 1987.

Schweden
- Sveriges Ridderskaps och Adels Kalender. Stockholm 1933.
- Christopher von Warnstedt (Hrsg.): Ointroducerad Adels Kalender. Uppsala 1975.

Schweiz
- Franziska Hälg-Steffen, Bernard Andenmatten, Giuseppe Chiesi, Peter Hersche: Adel. In: Historisches Lexikon der Schweiz.
- Daniel Schläppi: Patriziat. In: Historisches Lexikon der Schweiz.